# Fălticeni
Fălticeni (germană Foltischeni) este un municipiu în județul Suceava, Moldova, România, format din localitățile componente Fălticeni (reședința), Șoldănești și Țarna Mare. Se află în nord-estul României. Conform RPL2021, localitatea avea o populație de 23.902 de locuitori, fiind al treilea centru urban ca mărime al județului. A fost declarat municipiu în anul 1995, împreună cu alte 2 localități din județul Suceava: Rădăuți și Câmpulung Moldovenesc. Înainte de reforma administrativă din anul 1950, a fost reședința fostului județ Baia. Fălticeni se remarcă prin numărul ridicat de oameni de cultură și oameni de știință români care s-au născut, au locuit, au studiat ori au creat în acest oraș.

## Istoric
Prima atestare scrisă este din 15 martie 1490, când vistiernicul Isac a cumpărat satul Fulticenii de pe Șomuz de la Neacșa, fiica lui Hanea, cu 200 de zloți țărănești. A doua atestare documentară datează din data de 12 martie 1554, când Alexandru Lăpușneanu a dăruit moșia cu același nume Mănăstirii Moldovița. Ca oraș, Fălticeniul a luat ființă, conform însemnărilor dascălululi Vasile de pe Cazania de la biserica Fălticenii-Vechi, în anul 1779, iar conform Condicii Visteriei nr. 23 din 1824, în anul 1772.

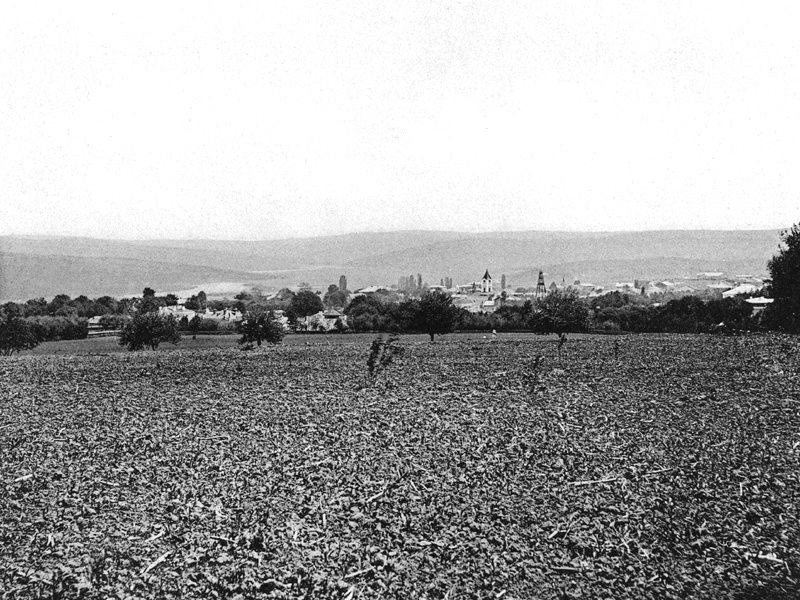
Fălticeni la începutul secolului al XX-lea

Despre orașul Fălticeni se spune în „Marele Dicționar Geografic al României” că este întemeiat de Ioniță Bașotă în anul 1780, prin hrisovul domnitorului Constantin Moruzi, din 8 august, și că îndată după întemeiere, târgul Șoldănești, adică Fălticenii de astăzi, s-a populat cu locuitori din satul Baia, refugiați aici în urma unei mari inundații a râului Moldova (nu există însă nici o atestare documentară în acest sens).
Din anumite cercetări se spune că orașul a existat înainte de data hrisovului domnesc din 8 august 1780. Satul Folticeni este menționat în documente din 1490 și 1550, când voievodul Alexandru Lăpușneanu scrie că satul și terenul aferent aparțin Mănăstirii Moldovița.
Oficial, așa cum reiese din hrisovul dat de domnitorul Constantin Moruzi, orașul a luat ființă la 8 august 1780 pe moșia Șoldănești a stolnicului Ioniță Bașotă.
Așezarea este mult mai veche, așa cum susține și Arthur Gorovei, deoarece vechimea ei se confundă cu vechimea satului Fălticenii-Vechi despre care vorbesc documentele din secolul al XII-lea.

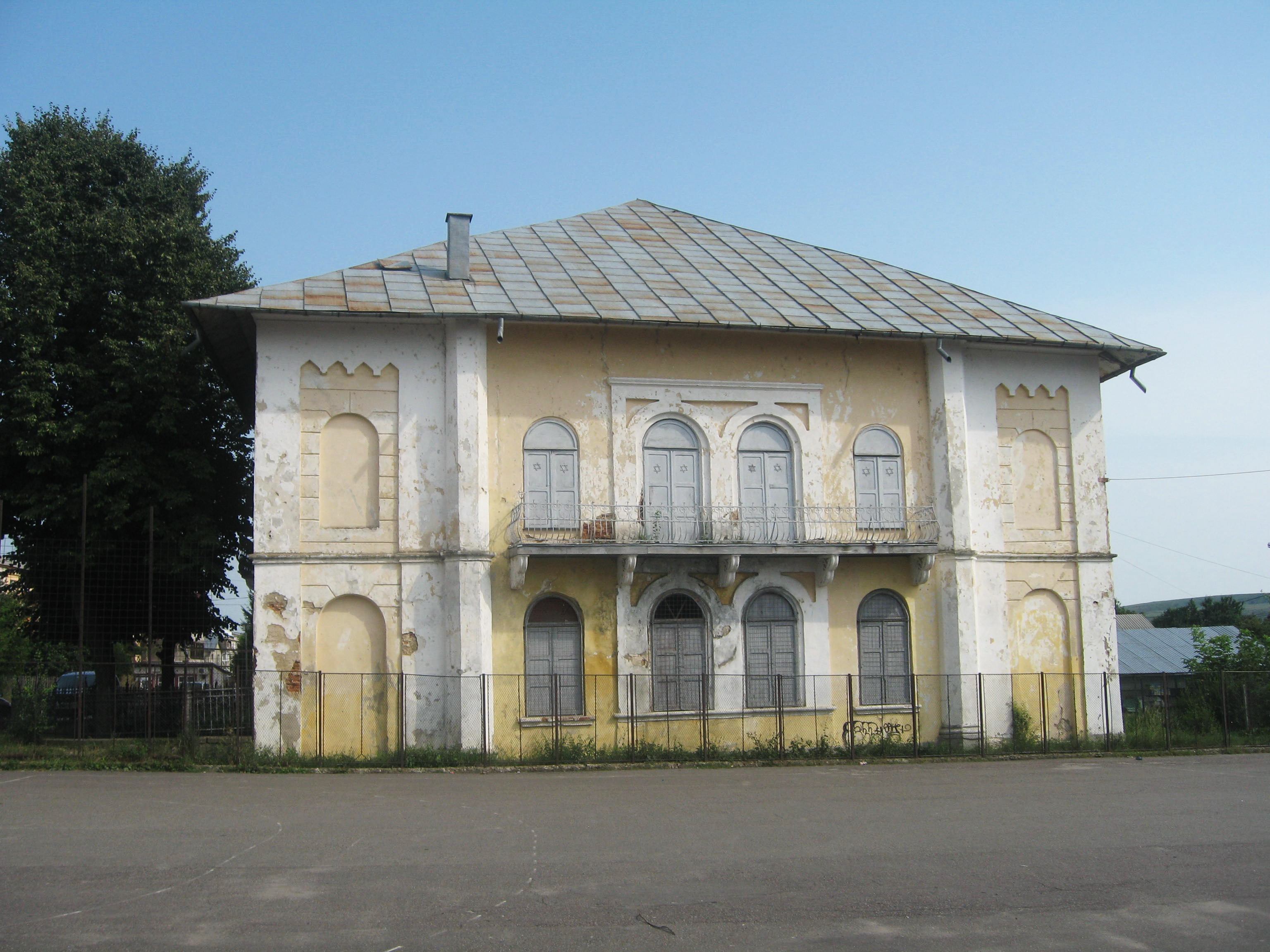
Sinagoga Mare (1852)

În 1795 a fost construită Sinagoga Mare (cea mai veche dintre cele 13 care au fost ridicate în oraș). A fost distrusă într-un incendiu, a fost reconstruită în 1854, fiind și acum în funcțiune.
Orașul s-a numit, la început, Târgul Șoldănești sau Târgul Șomuzului, iar prin anaforaua din 29 martie 1826, emisă de către domnitorul Ioniță Sandu Sturdza, Târgul Fălticeni, unde, după 1775, de când Austria a ocupat nordul Moldovei, numit apoi Bucovina, s-a stabilit și prefectura noului ținut Suceava, după ce mai întâi fusese la Rădășeni.
Numele se trage, după părerea istoricilor Ion Bogdan, Nicolae Iorga și Mihai Costăchescu, de la Stan Pântece, numit și Foltic, proprietarul moșiei și satului Fălticenii Vechi.

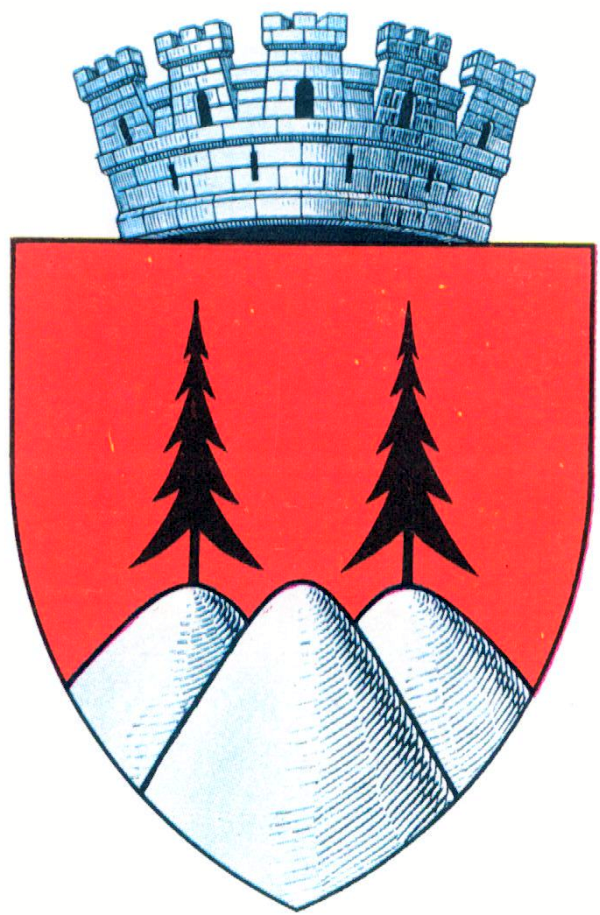
Stema orașului în perioada interbelică

Gustav Adolf Zikelli, luându-se după o legendă transilvăneană, bănuiește că numele orașului vine de la numele unui colonist sas, Fâln Hannes din Weillau (Transilvania), care ar fi unul și același cu Hanea, tatăl Neacșei, de la care a fost cumpărat satul în 1490 de către vistiernicul Isac, personaj de vază la curtea lui Ștefan cel Mare, iar Virgil Tempeanu crede că numele se trage de la cuvântul „foltău”, nume dat de țăranii de la munte la coaja bradului. Discuții au fost și în privința denumirii de Folticeni sau Fălticeni. Forma ce s-a impus însă a fost cea de Fălticeni.
Fălticenii reprezintă o transformare în oraș a unor sate existente încă de pe la 1400 și mai devreme. Numele s-a schimbat din Șoldănești în Fălticeni în anul 1836, după numele satului și moșiei Fălticenii Vechi. În perioada interbelică a fost reședința județului Baia. Ulterior, între 1950 și 1968, a fost reședință raională în cadrul regiunii Suceava. Din 1968 este oraș în cadrul județului Suceava. În anul 1995 a fost ridicat la rangul de municipiu, fiind în prezent una dintre cele cinci localități cu acest statut de pe teritoriul județului.

## Geografie

### Localizare
Municipiul Fălticeni este situat în partea de sud-est a județului Suceava, pe șoseaua europeană E85 (DN2), la o distanță de 25 km de municipiul Suceava, reședința județului cu același nume.
În sud, la circa 80 km se află municipiul Roman din județul Neamț. Fălticeni este conectat la sistemul de căi ferate române, pe linia ferată secundară Dolhasca – Fălticeni, de 24 km lungime. Lucrările la această linie au început la 25 aprilie 1885 și s-au terminat la 28 mai 1887. Municipiul Fălticeni administrează două sate: Șoldănești și Țarna Mare.

### Relief
Municipiul Fălticeni este localizat într-o zonă deluroasă din Podișul Sucevei, în apropierea sa găsindu-se întinse plantații pomicole și iazuri piscicole. Din Fălticeni se văd culmile Munților Stânișoarei (altitudinea maximă: 1531 metri, în Vârful Bivolul); în față este un orizont de înălțimi subcarpatice – Dealul lui Ciocan (624 metri), Dealul Înalt (503 metri), Culmea Pleșului (915 metri); mai aproape, este culoarul depresionar al văii Moldovei.

### Climă
Clima orașului se încadrează tipului temperat-continental, caracteristic zonelor de podiș. Temperatura medie atinge 7-8 °C, iar cantitatea medie anuală a precipitațiilor este de 621 mm. Cele mai ridicate temperaturi înregistrate la Fălticeni au fost de +37 °C (la data de 16 august 1905) și +40 °C (la data de 18 iulie 2007). Cea mai scăzută temperatură înregistrată la Fălticeni a fost -32.5 °C (în data de 18 februarie 2008). Temperaturile medii anuale de primăvară sunt destul de scăzute (+1,5 °C în martie și +8,1 °C în aprilie) ceea ce are drept consecință înflorirea târzie a pomilor și prin aceasta evitarea înghețurilor și brumelor.

## Demografie
Componența etnică a municipiului Fălticeni
     Români (85,26%)
     Romi (1,51%)
     Alte etnii (0,87%)
     Necunoscută (12,35%)
Componența confesională a municipiului Fălticeni
     Ortodocși (83,78%)
     Creștini de rit vechi (1,1%)
     Alte religii (1,89%)
     Necunoscută (13,23%)
Conform recensământului efectuat în 2021, populația municipiului Fălticeni se ridică la 23.902 locuitori, în scădere față de recensământul anterior din 2011, când fuseseră înregistrați 25.723 de locuitori. Majoritatea locuitorilor sunt români (85,26%), cu o minoritate de romi (1,51%), iar pentru 12,35% nu se cunoaște apartenența etnică. Din punct de vedere confesional, majoritatea locuitorilor sunt ortodocși (83,78%), cu minorități de creștini de rit vechi (1,1%) și altele (1,09%), iar pentru 13,23% nu se cunoaște apartenența confesională.

## Politică și administrație
Municipiul Fălticeni este administrat de un primar și un consiliu local compus din 19 consilieri. Primarul, Gheorghe Cătălin Coman[*], de la Partidul Social Democrat, este în funcție din 2012. Începând cu alegerile locale din 2024, consiliul local are următoarea componență pe partide politice:
|  | Partid                          | Consilieri | Componența Consiliului | Componența Consiliului | Componența Consiliului | Componența Consiliului | Componența Consiliului | Componența Consiliului | Componența Consiliului | Componența Consiliului | Componența Consiliului | Componența Consiliului | Componența Consiliului | Componența Consiliului | Componența Consiliului |
|  | ------------------------------- | ---------- | ---------------------- | ---------------------- | ---------------------- | ---------------------- | ---------------------- | ---------------------- | ---------------------- | ---------------------- | ---------------------- | ---------------------- | ---------------------- | ---------------------- | ---------------------- |
|  | Partidul Social Democrat        | 13         |                        |                        |                        |                        |                        |                        |                        |                        |                        |                        |                        |                        |                        |
|  | Partidul Național Liberal       | 2          |                        |                        |                        |                        |                        |                        |                        |                        |                        |                        |                        |                        |                        |
|  | Alianța pentru Unirea Românilor | 2          |                        |                        |                        |                        |                        |                        |                        |                        |                        |                        |                        |                        |                        |
|  | Alianța Dreapta Unită           | 2          |                        |                        |                        |                        |                        |                        |                        |                        |                        |                        |                        |                        |                        |

## Cultură
Fălticeni este unul dintre orașele importante ale României, în ceea ce privește cultura și știința națională. Un mare număr de personalități marcante, scriitori, oameni de știință și artiști, s-au format și au creat în Fălticeni. George Călinescu situa Fălticeniul între cele mai bogate tezaure spirituale ale poporului român, după București, Iași și Botoșani. Fălticeni este al treilea oraș din țară ca număr de scriitori autohtoni, după aceleași importante centre culturale București și Iași, la egalitate cu Botoșani. Raportat, însă, la numărul de locuitori, Fălticeni se situează pe primul loc în România. Fălticeni a dat României zeci de oameni ai literelor de talie națională și recunoaștere mondială. Orașul a format 16 academicieni, 12 generali, 60 de doctori în cultură și știință.

### Personalități
Târgul Fălticeni se afirmă în cultura națională începând cu mijlocul secolului al XVIII-lea. Din bogatul lexicon al personalităților fălticenene fac parte:
- scriitorii: Enache Gane, Costachi Gane, Nicu Gane, Maria Cantacuzino, Nicolae Istrati, Ion Creangă, Nicolae Beldiceanu, Mihail Sadoveanu, Ion Dragoslav, Anton Holban, Horia Lovinescu, Vasile Lovinescu, Nicolae Labiș, Vasile Savel, Nicolae Jianu, Mihail Șerban, Arthur Gorovei, Adriana Mascuț-scriitoare, Doru Viorel Ursu-avocat, scriitor, Ileana Sofia-învățătoare, scriitoare, Terec-Vlad Loredana-expert în etica organizațională și audit etic, Timotei Aioanei-arhimandrit, scriitor, Luminita Aldea-scriitoare,Mioara Gafencu-profesoară, scriitoare, Sorin Gafencu-profesor, scriitor, Gabriela Curțui-scriitoare, Gheorghe Miserciu-scriitor, Alexa Pașcu-scriitor, Eduard Macovei-poet, Daniel Șandru-profesor universitar în științe politice, administrație, scriitor și Grigore Ilisei-scriitor, critic de artă;

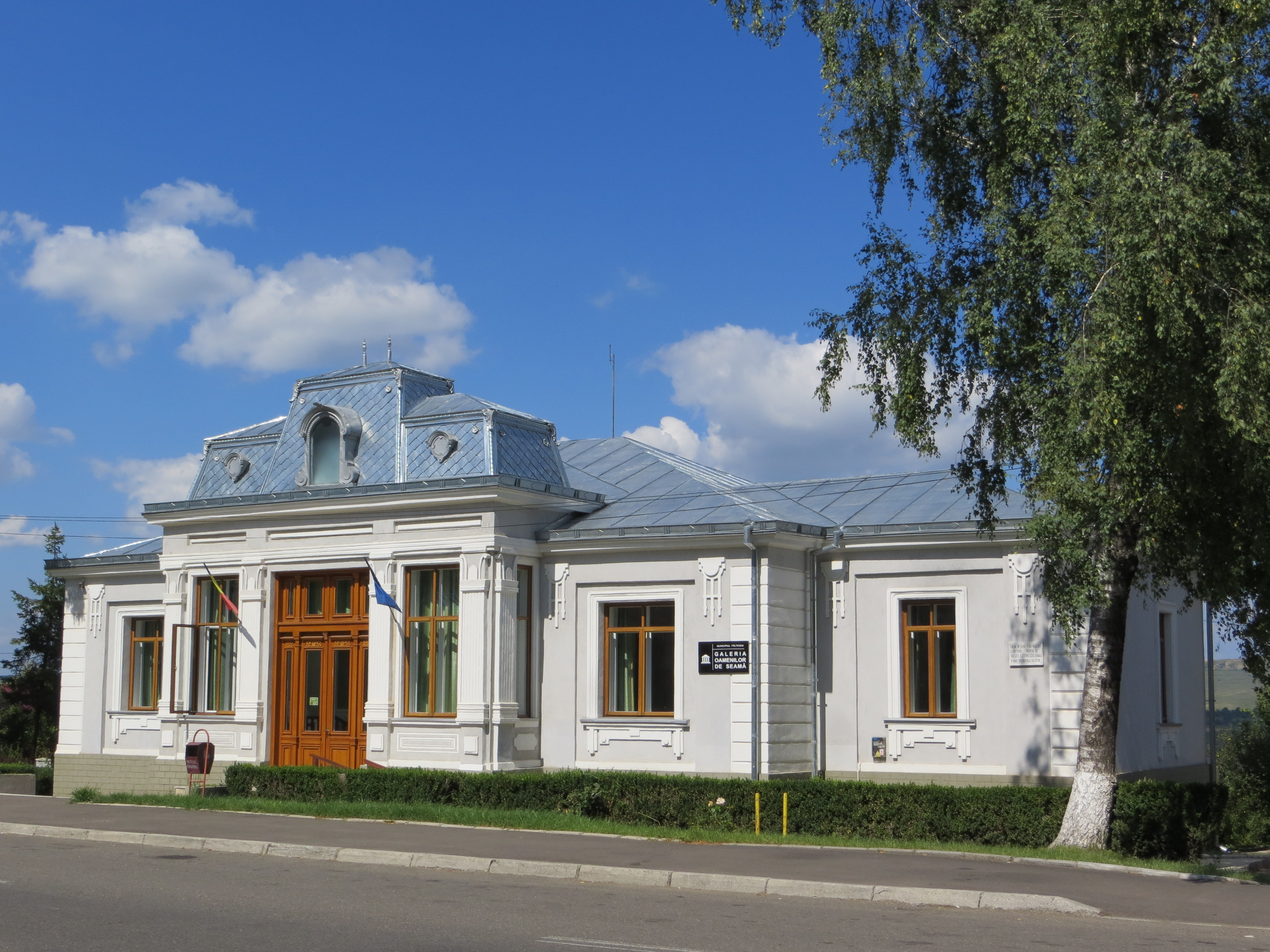
Casa lui Horia și Vasile Lovinescu (1850), azi Galeria Oamenilor de Seamă

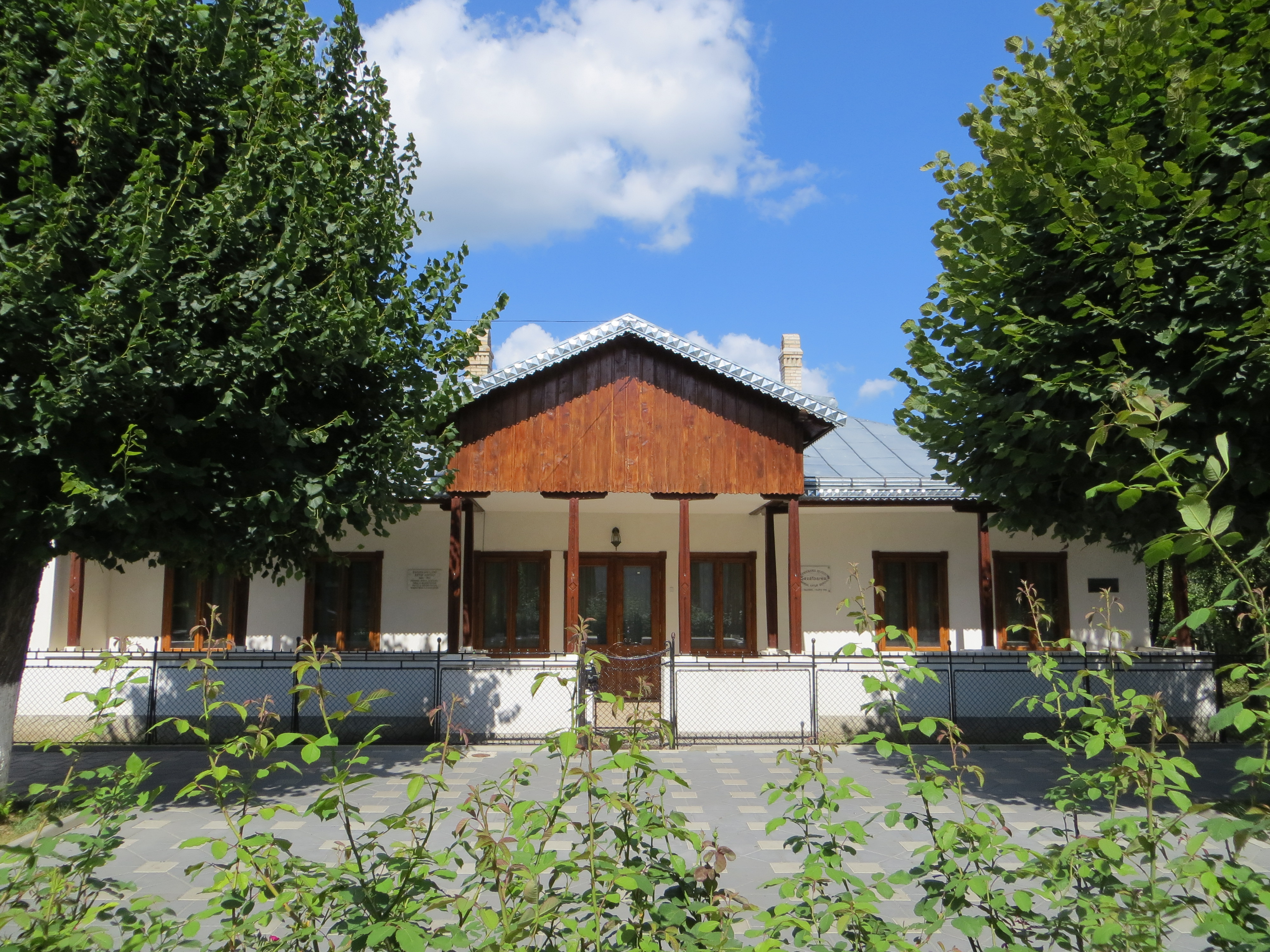
Casa Gane-Gorovei

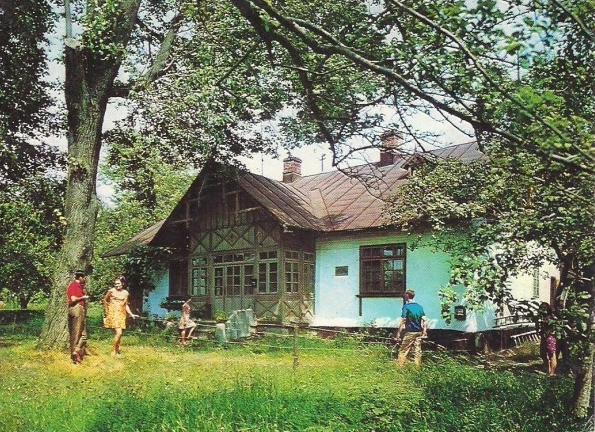
Casa lui Mihail Sadoveanu (1908)

- istoricii, criticii literari și filologii: Eugen Lovinescu, Alexandru Lambrior, Teodor V. Stefanelli, Virgil Tempeanu, Gheorghe Cardaș, Mihai Gafița, A.G. Stino, Constantin Ciopraga, Cornel Dimitriu, Ștefan S. Gorovei, Nicolae Sturzu-profesor de limba și literatura română, scriitor, Magdalena Vultur-profesoară de limba și literatura franceză, scriitoare;
- oamenii de teatru și muzicienii: Matei Millo, Jules Cazaban, Grigore Vasiliu-Birlic, Paul Călinescu, George Adamachi Alexandru Alger, Teodor Ilincăi-tenor, scriitor; Melania Herdeanu soprană;
- artiștii plastici: Ion Irimescu, Ștefan Șoldănescu, Dimitrie Hîrlescu, Aurel Băeșu, Reuven Rubin, Mihai Cămăruț, Vasile Vasiliu-Falti, Teodor Tatos, Anton Costîn-pictor, Alexandros Karciucas-pictor;
- folcloriștii: Arthur Gorovei, Alexandru Lambrior și Mihai Lupescu;
- medici: Ion Tănăsescu, Sofia Ionescu-Ogrezeanu - prima femeie medic neurochirurg din România, Demetri Falticeni-ginecolog-obstetrician, Camelia Botez-doctor, scriitoare, președintă la Societatea Franceză a Prietenilor lui Ion Irimescu;
- oamenii de știință: Dimitrie Leonida-inginer, Nicolae Grigoraș, Vasile Ciurea-profesor, Constantin Popa-profesor de fizica, Mihai C. Bacescu-zoolog, oceanolog, muzeolog, Eliot Sorel-psihiatru, Demetri Falticeni-ginecolog-obstetrician, Florin Constantin Ghiurea, Marcel Porof-profesor și cercetător geografie, geologie, științele naturii, Petru Crăciun-profesor și cercetător astronomie, astrofizică;
- teologi si filozofi: Prof. Dimitrie Boroianu - profesor de teologie (nehirotonit). N. 31 aug. 1864, în Fălticeni, decedat la 9 sept. 1951, în București, specializare în Teologie și Filosofie la Leipzig (1895- 1897), unde a obținut Doctoratul în Filosofie (1897). Secretar la Seminarul „Central” din București (1887-1894), subdirector al Cancelariei Mitropoliei Ungrovlahiei (1892-1894), defensor eclesiastic (1894-1895), Profesor la Seminarul „Veniamin” din Iași (1897- 1902), Profesor de Dogmatică (1902-1904), apoi de Drept bisericesc (1904 -1936) la Facultatea de Teologie din București, decan al Facultății (1910 - 1912 și 1923 - 1927), paralel director al Cancelariei Mitropoliei Ungrovlahiei (1912-1927). A publicat Iucrări de Drept bisericesc, legate mai ales de problemele curente ale vieții bisericești, manuale pentru seminariile teologice ș.a.[10], Loredana Terec-Vlad, N. 7 februarie 1983, filosof și cercetător în domediul filosofiei transumaniste, profesor de retorică, etică și discipline socio-umane, a finalizat studiile doctorale în filosofie la Universitatea Ștefan cel Mare din Suceava, urmează studiile doctorale în domeniul drepturilor omului la Universitatea Titu Maiorescu din București. A publicat lucrări în domeniul transumanismului, filosofiei și dreptului.
- câștigătorii la concursuri internationale și olimpiade: Constantin Popa, medalie de bronz la Olimpiada internatională de geografie Taiwan 2010, medalie de argint la Olimpiada internatională de geografie Cehia-Brno-Jedovice 2011, medalie de aur la Olimpiada internatională de geografie Germania-Koln 2012, Iustina Crăciun, medalie de bronz la Olimpiada de astronomie și astrofizică Ucraina-Crimeea 2010, medalie de bronz la Olimpiada de astronomie și astrofizică Polonia 2011, medalie de bronz la Olimpiada de astronomie si astrofizică Brazilia-Rio de Janeiro 2012, dublă medaliată cu aur la Olimpiada de astronomie și astrofizică Grecia-Volos 2013, Bogdan Baciu, cel mai tânăr reprezentant al României la ONU, în, 2012, la vârsta de 18 ani
- sportivii: Ionuț Atodiresei-box, Maria Olaru-gimnastică, Vasile Nistor, Adrian Avrămia-fotbal, Constantin Chiriac, Geanina Beleagă-canotaj, campioană mondială juniori 2012, Marta Omania-canotaj, Ioana Vrînceanu-canotaj, Mihaela Pohoață-gimnastică artistică si aerobică, de două ori Campioană Europeană la proba de ansamblu, dublă Campioană Mondială cu echipa si ansamblu si de două ori locul III la individual, Delia Apostol, Gabriela Vultur și Iasmina Grigore-titlul national 2014, loc I la stilul Song Dao, Campionatul Național de Qwan Ki Do pentru Copii 2014 și Arianna Radu și Daria Constantin-loc III la stilul Song Dao, 2014, Silviu Ailincăi-atletism,  campion national de juniori 2014, la 800 de metri, Vlad Dascălu - ciclism;
- antrenorii: Vasile Avrămia, Ana Avrămia, Ioan Despa (canotaj).

### Ziare și publicații
- „Vocea Sucevei” (1876)
- „Plăeșul” (1876)
- „Albina” (1878)
- „Ecoul Carpaților” (1878)
- „Țânțarul” (1879)
- „Gazeta de Folticeni” (1882-1885)
- „Folticeni” (aprilie-decembrie 1884)
- „Revista Poporului” (1884)
- „Gazeta Județului Suceava” (februarie-iunie 1886)
- „Respectul Legei” (1887)
- „Alarma Moldovei” (1 septembrie 1888 - 22 aprilie 1889)
- „Șezătoarea” (1890-1929)
- „Ecolul Sucevei” (1894)
- „Tribuna Științifică” (1899)
- „Fotografia” (1905)
- „Titirezul” (1909-1913)
- „Calendarul Gospodarilor Săteni” (1910, 1913, 1915)
- „Vestitorul Satelor” (1912-1918)
- „Vocea Sucevei” (1914)
- „Buletinul Muzeului Sucevei din Fălticeni” (1916-1918)
- „Glasul Sucevei” (1918)
- „Tribuna Școalei” (1919)
- „Calendarul Învățătorilor” (1928-1938)
- „Chemarea Noastră” (iunie 1929 - martie 1930)
- „Înmuguriri” (1932-1938)
- „Acțiunea pomicolă” (1934-1940)
- „Grădina Gospodarului” (1936)
- Opinia Fălticeneană ( din 1990)
- „Observator” (1996)
- „Interferențe Culturale” (1997-1998)
- „Cronica de Fălticeni” (online din 2003)
- „News Falticeni” (online din 2011)
- „Ziarul de pe Net” (online din decembrie 2012)
- „Falticeni.ro”

## Obiective turistice

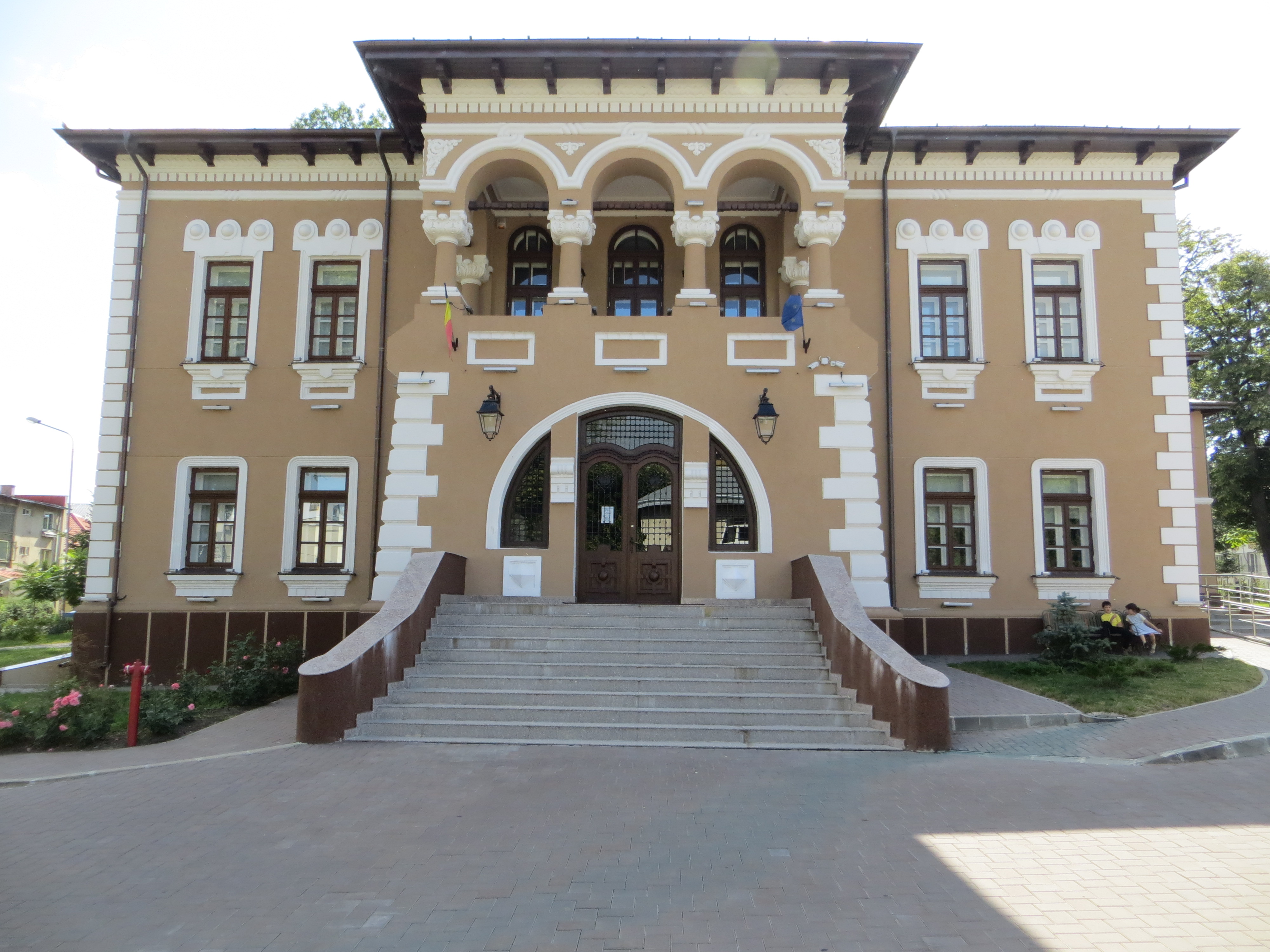
Muzeul de Artă „Ion Irimescu”

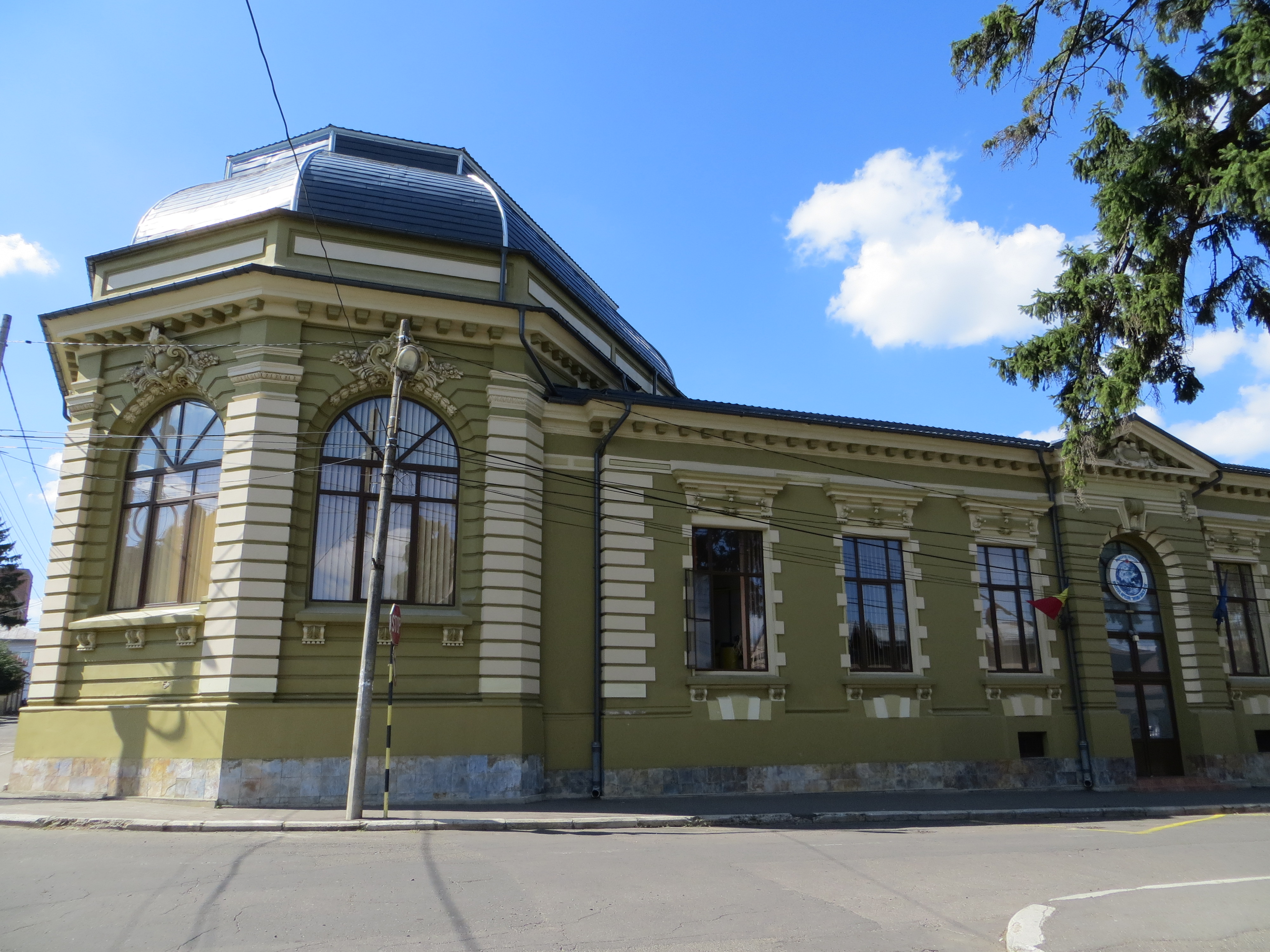
Muzeul Apelor „Mihai Băcescu”

- Muzeul de Artă „Ion Irimescu” - muzeu deschis în anul 1974 în clădirea fostei Prefecturi a județului Baia din perioada interbelică (sau „Casa Alecu Forăscu Botez”).
- Muzeul Apelor „Mihai Băcescu” - muzeu deschis în anul 1982 în clădirea fostului Tribunal al județului Baia din perioada interbelică.
- Galeria Oamenilor de Seamă - muzeu deschis în anul 1972 în casa donată de scriitorii Horia Lovinescu și Vasile Lovinescu.
- Casa memorială „Mihail Sadoveanu” - muzeu deschis în anul 1987 în casa în care a locuit scriitorul Mihail Sadoveanu la începutul secolului al XX-lea.
- Casa memorială „Arthur Gorovei”
- Biserica „Adormirea Maicii Domnului” - biserică ortodoxă construită între 1824-1827 în stil catolic de spătarul Mihail Gane
- Biserica de lemn „Sfântul Gheorghe” - biserică ortodoxă cu valoare de monument istoric, construită în secolul al XVIII-lea.
- Biserica „Sfântul Nicolae” - biserică ortodoxă construită în anul 1798 de boierul Andrei Bașotă în satul (azi cartierul) Șoldănești, monument istoric.
- Biserica „Sfinții Voievozi-Grădini” - biserică ortodoxă construită în anul 1807 de căminarul Tudorache Ciurea și soția sa, Elisabeta, în satul Tâmpești (azi cartierul Grădini).
- Biserica „Sfântul Anton de Padova” - biserică romano-catolică construită în anul 1858.
- Sinagoga Mare - construită din lemn în 1795 și reconstruită din piatră și cărămidă în 1852.
- Mănăstirea Buciumeni - complex monahal ce include vechea biserică de lemn cu hramul Sfântul Gheorghe.
- Podul medieval din Șoldănești - pod de piatră construit în secolul al XV-lea în satul (astăzi cartierul) Șoldănești.
- Fosta Școală Domnească - școală înființată în anul 1842, denumită ulterior Școala Primară „Alexandru Ioan Cuza”.
- Baza de agrement „Nada Florilor”

### Obiective turistice în împrejurimi
- Biserica Sf Mihail și Gavriil Fălticenii Vechi
- Casa memorială „Nicolae Labiș” din Mălini
- Mănăstirea Râșca
- Mănăstirea Probota
- Mănăstirea Slatina
- Mănăstirea Slătioara
- Mănăstirea Cămârzani
- Mănăstirea Sfântul Mina din Roșiori
- Mănăstirea Brădățel
- Biserica „Nașterea Domnului” din Poiana-Dolhasca
- Pârtia de ski-snowboard Mălini-Pojorâta

## Imagini

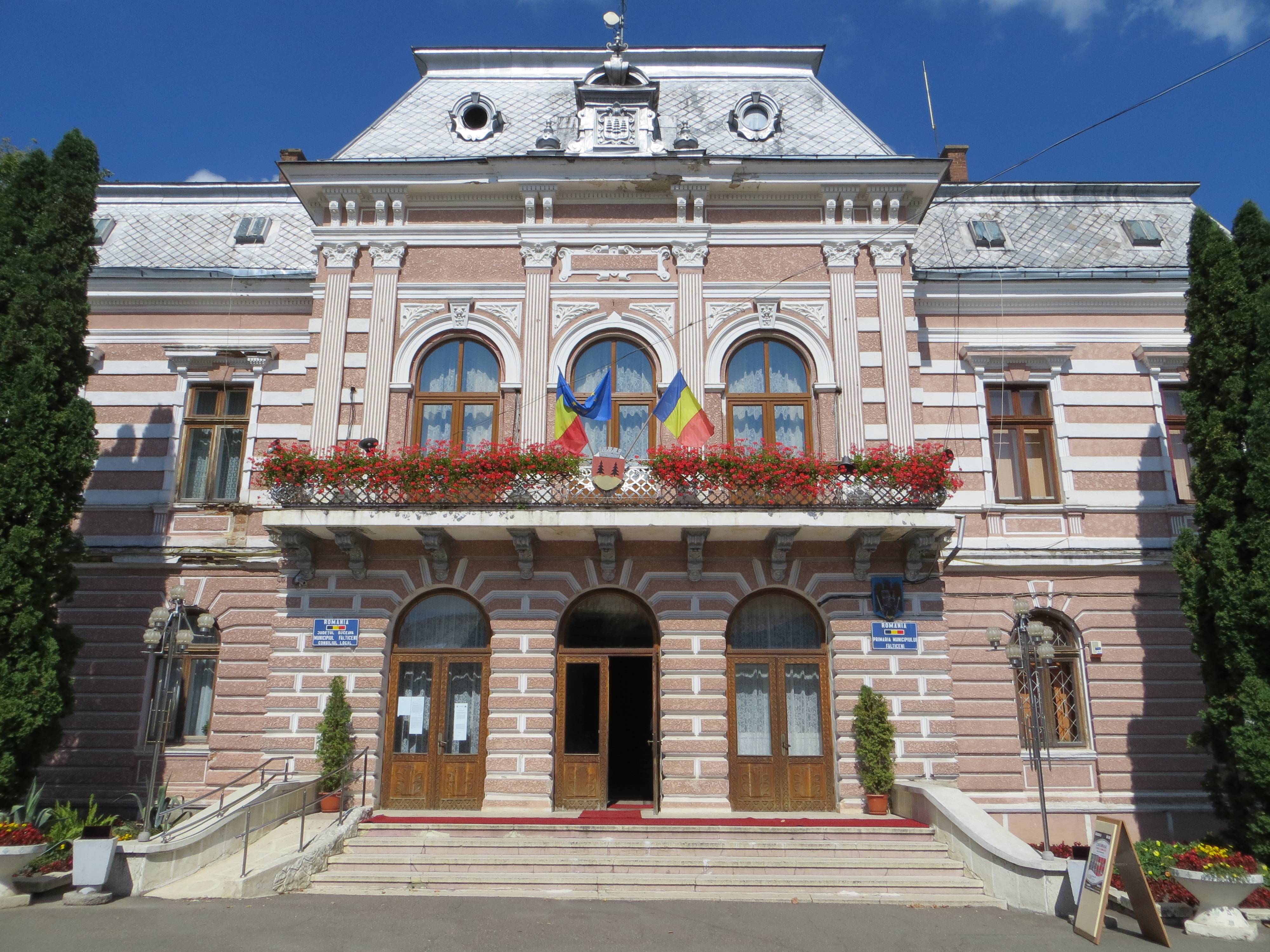
Clădirea Primăriei
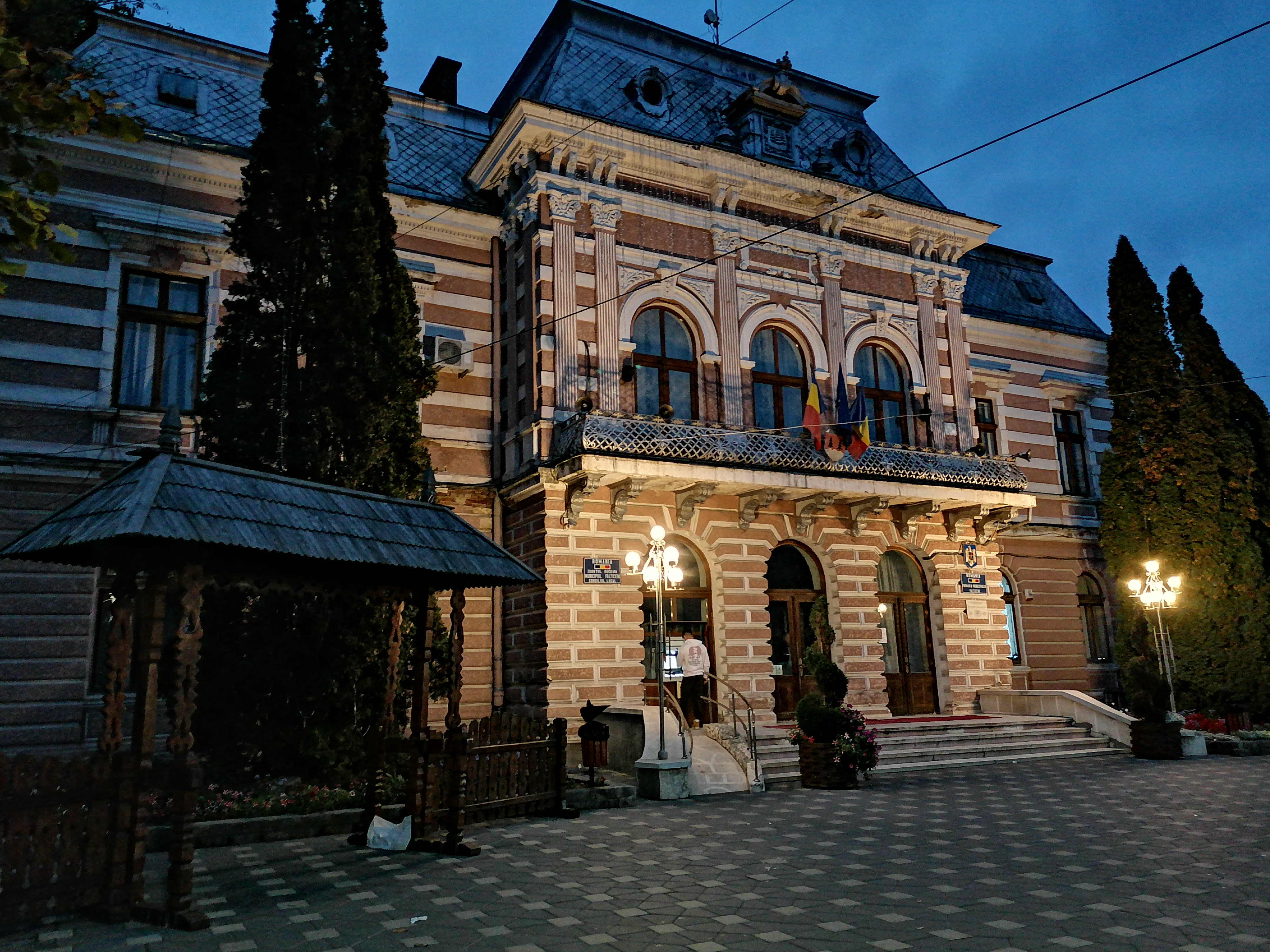
Clădirea Primăriei Fălticeni - vedere nocturnă
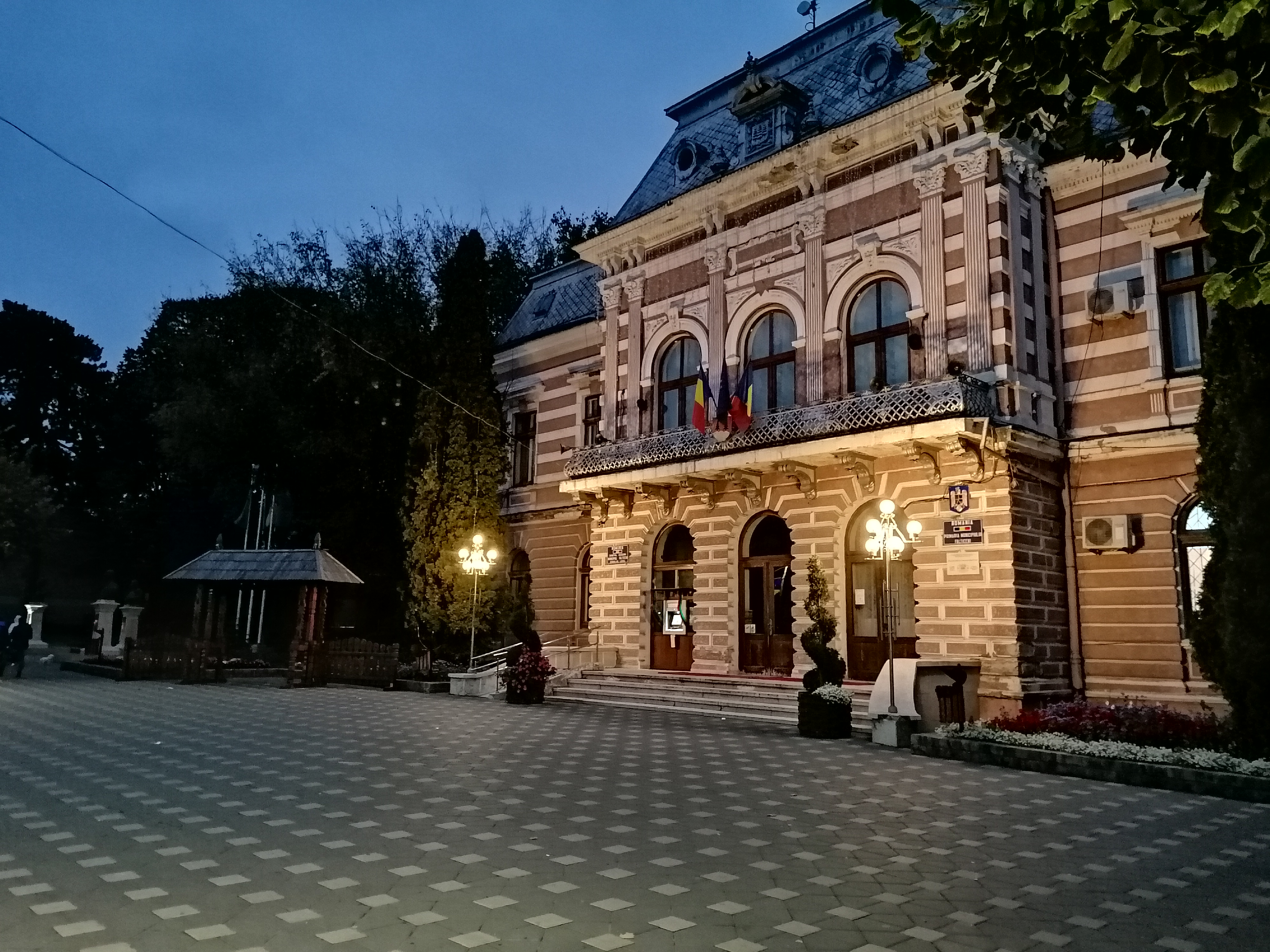
Clădirea Primăriei Fălticeni - vedere nocturnă
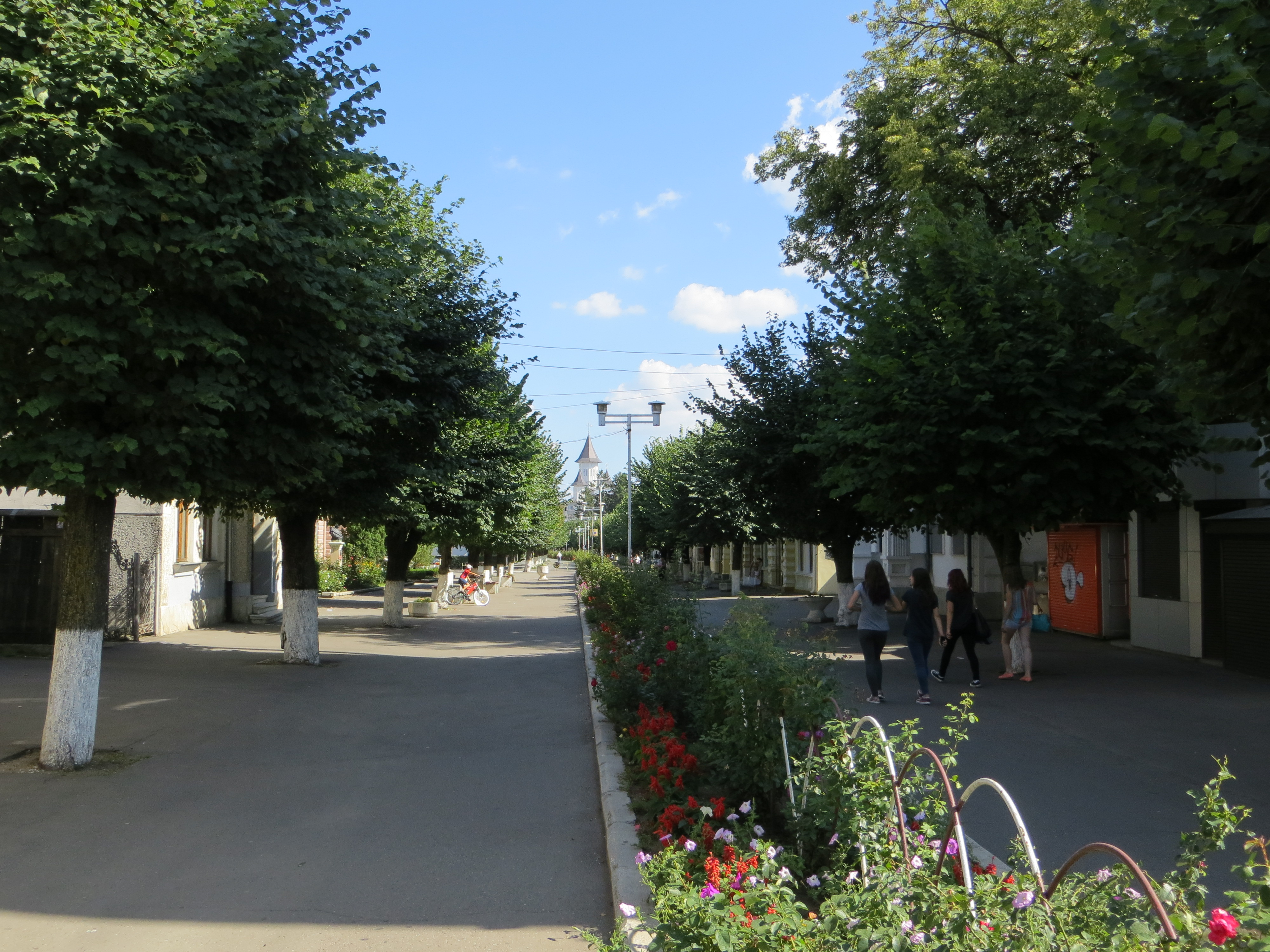
Strada Republicii (artera pietonală)
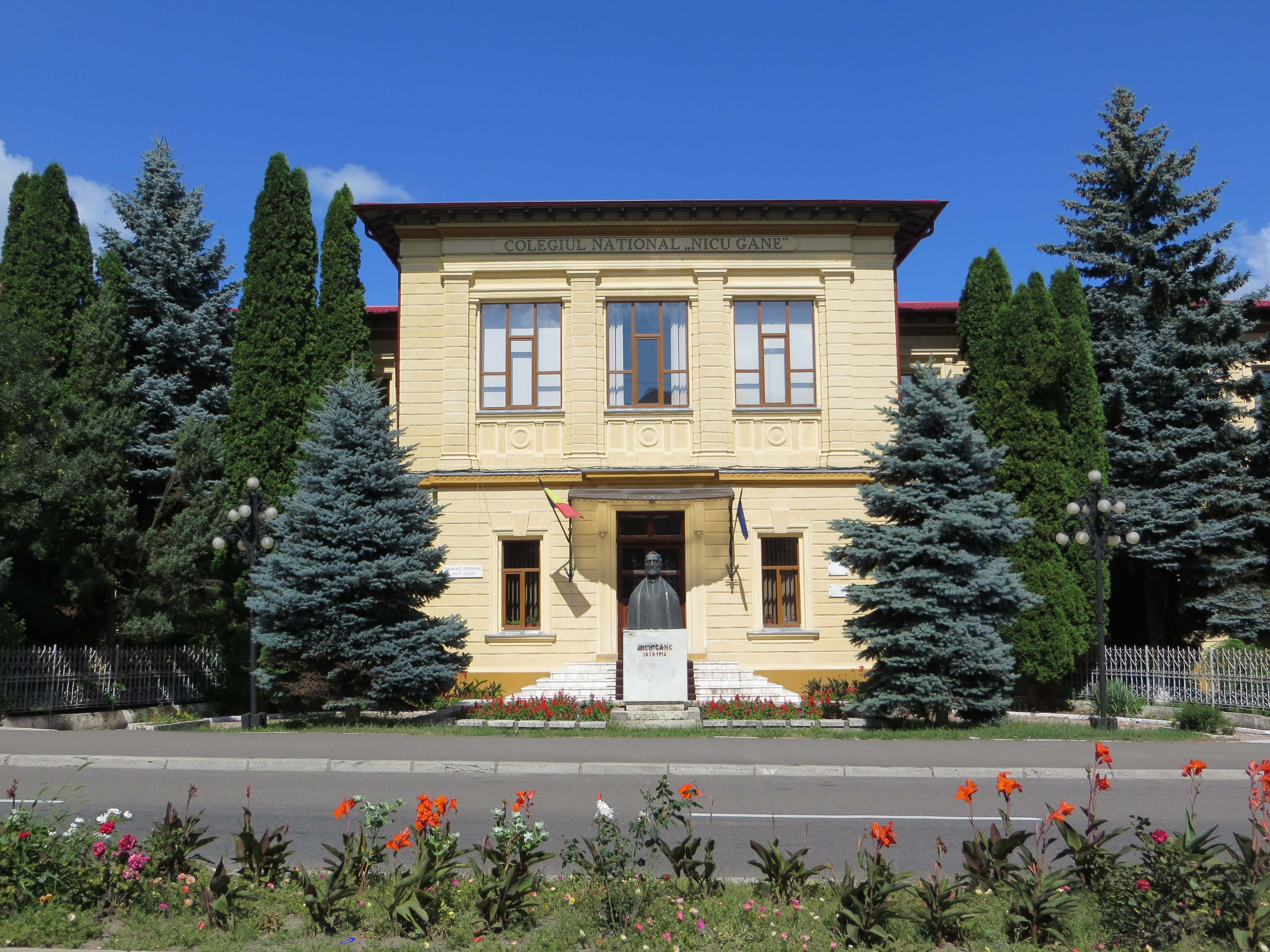
Colegiul Național „Nicu Gane”
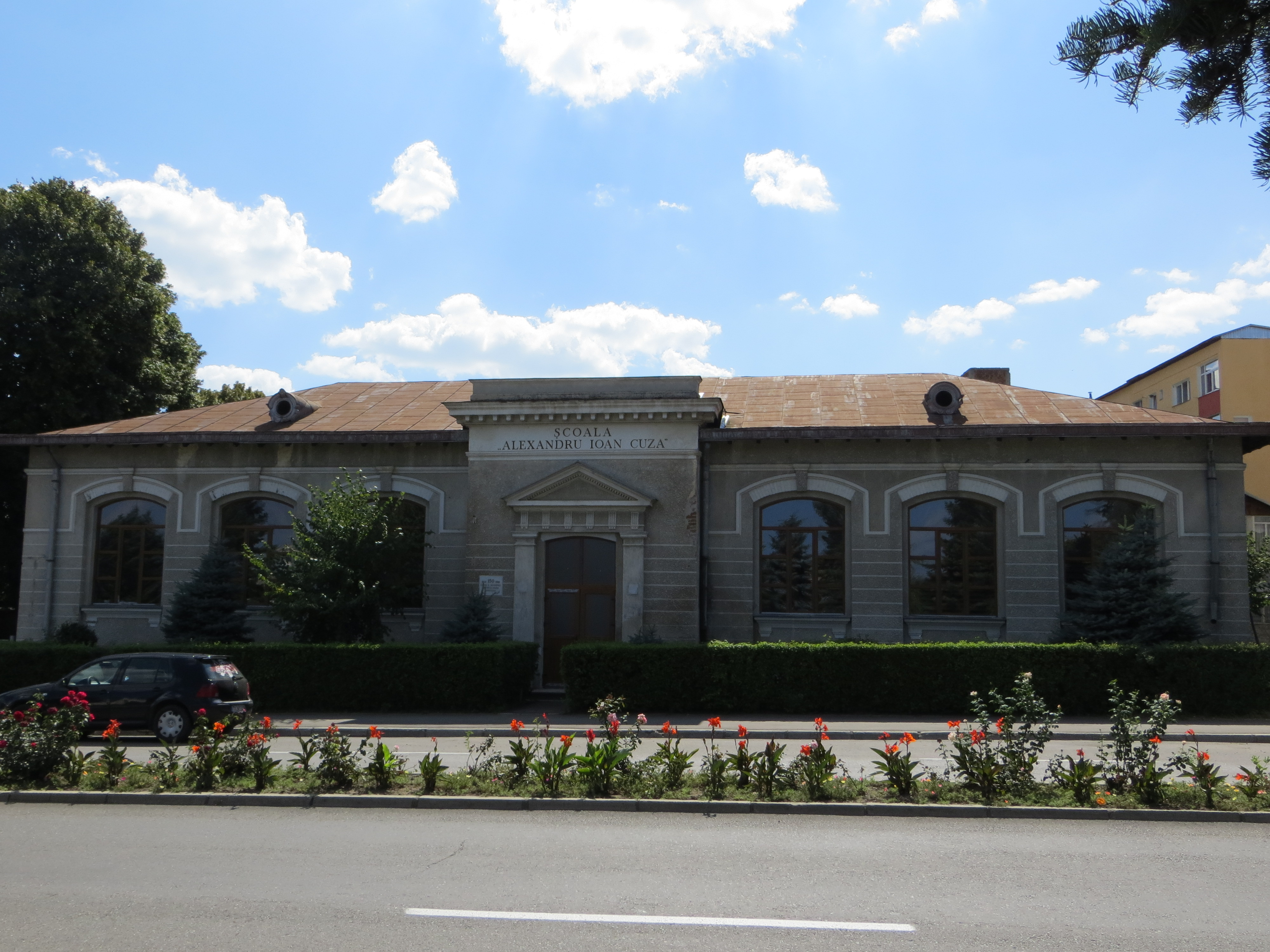
Școala „Alexandru Ioan Cuza”
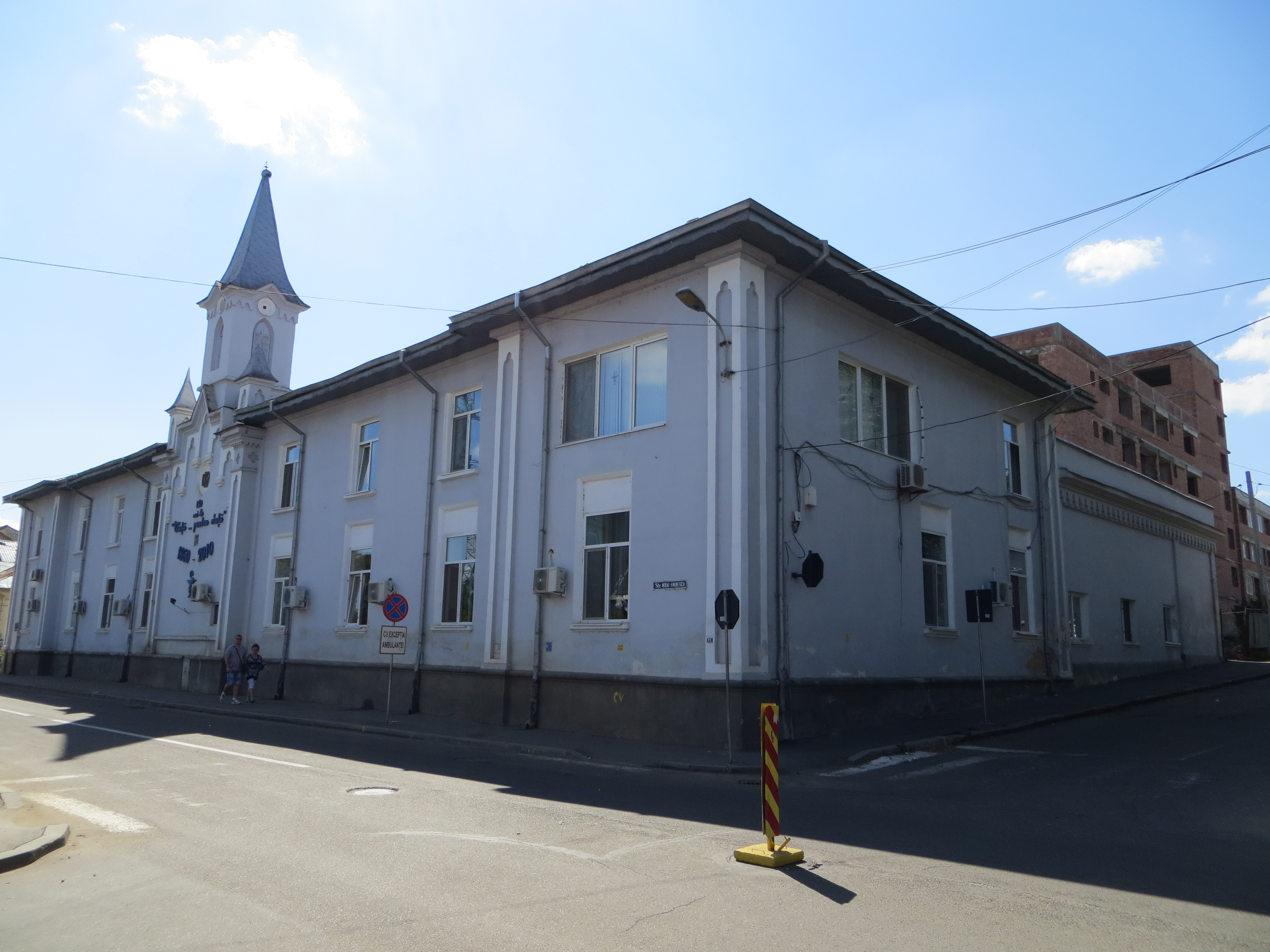
Clădirea Spitalului Municipal, demolată în 2021
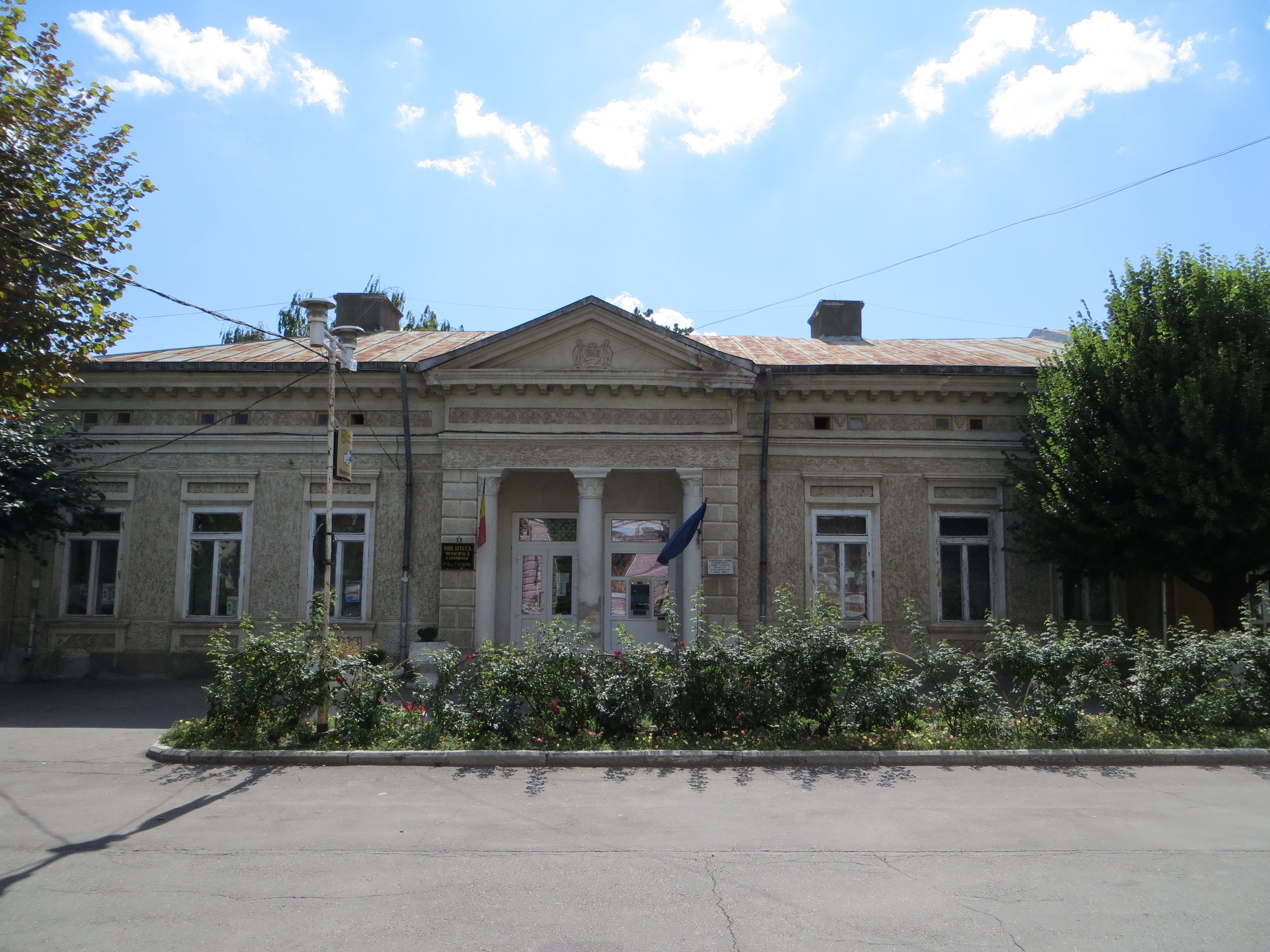
Casa „Cantacuzino-Pașcanu” (Biblioteca)
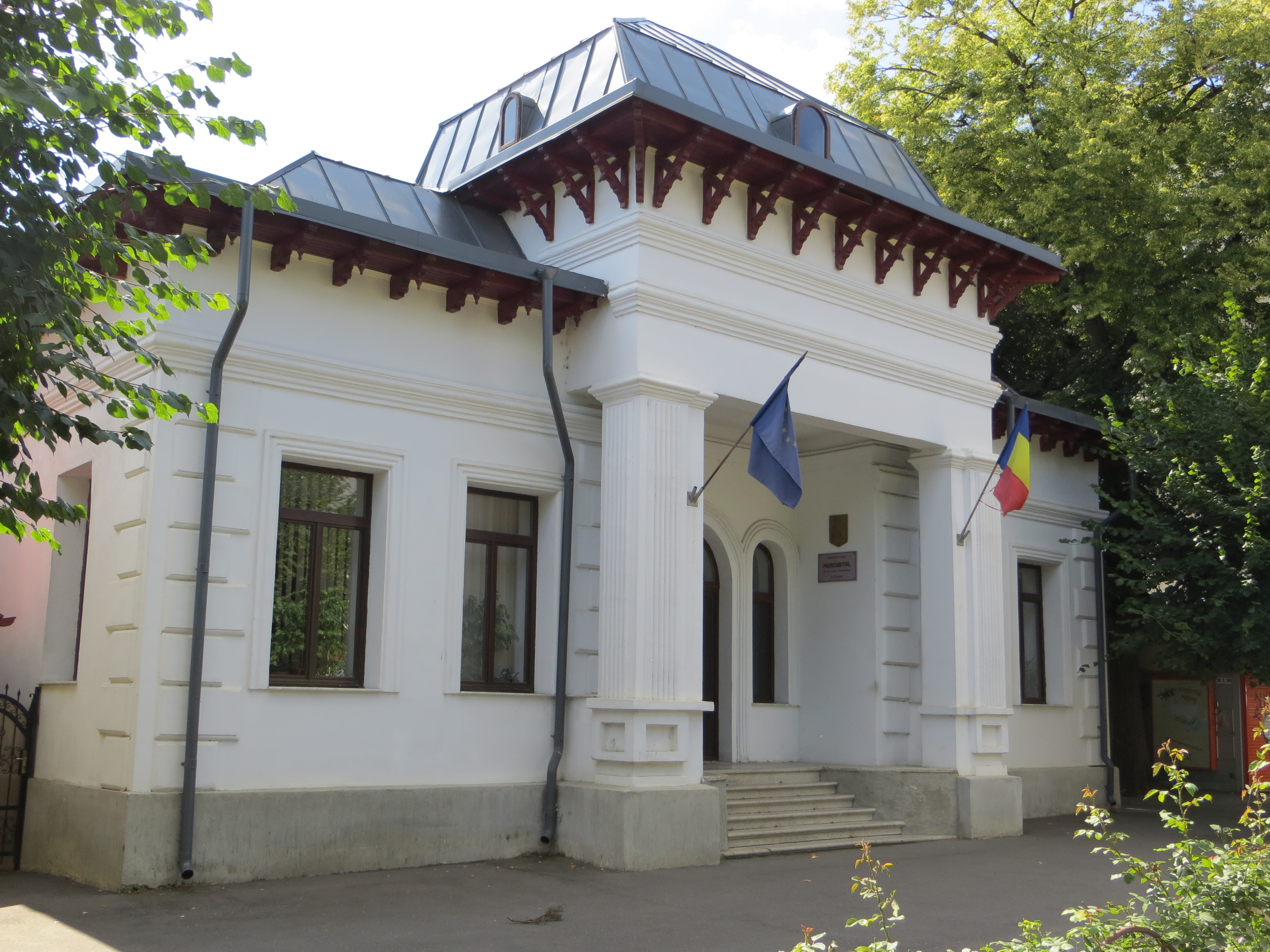
Clădirea Parchetului
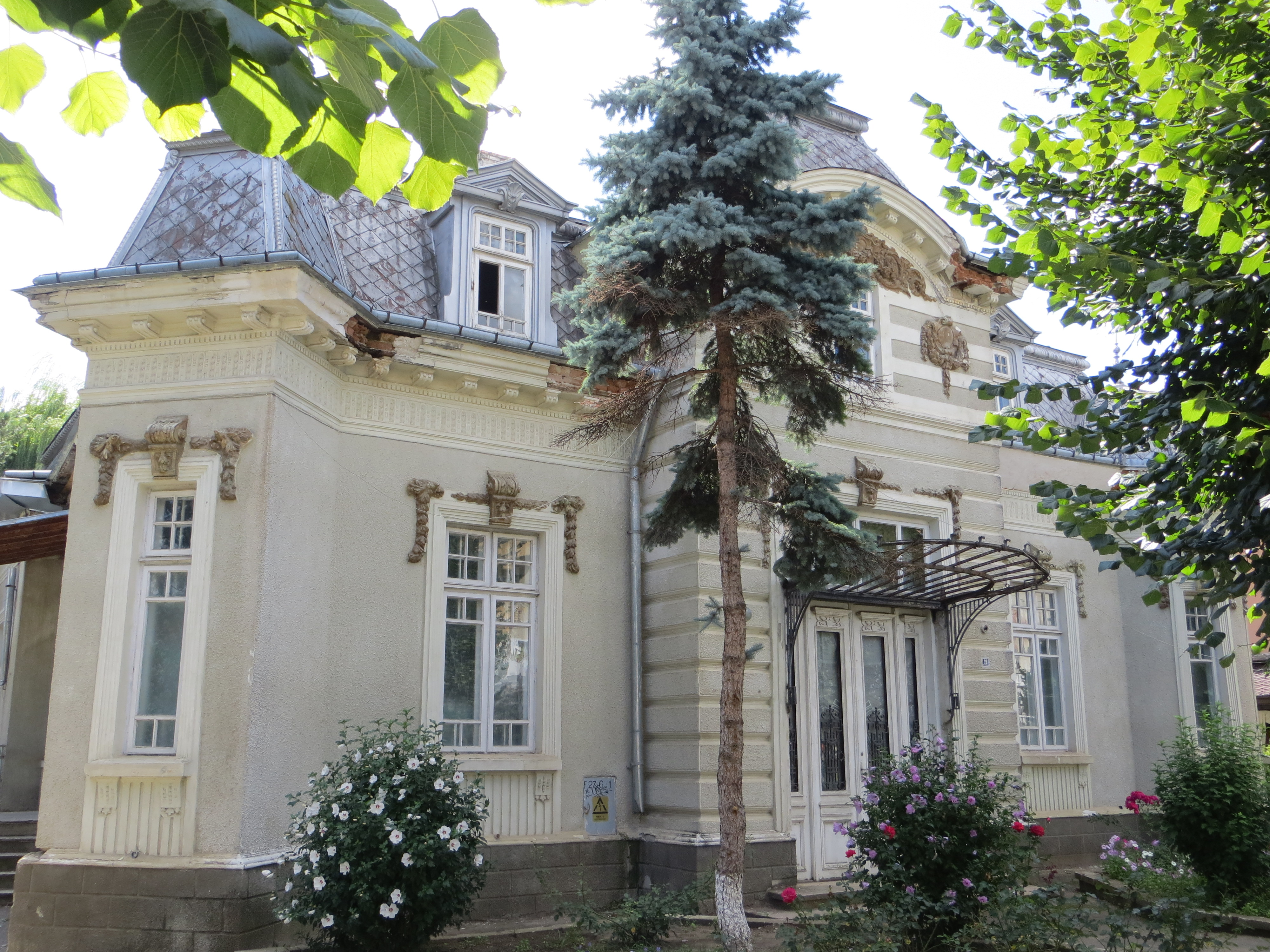
Casa Copiilor
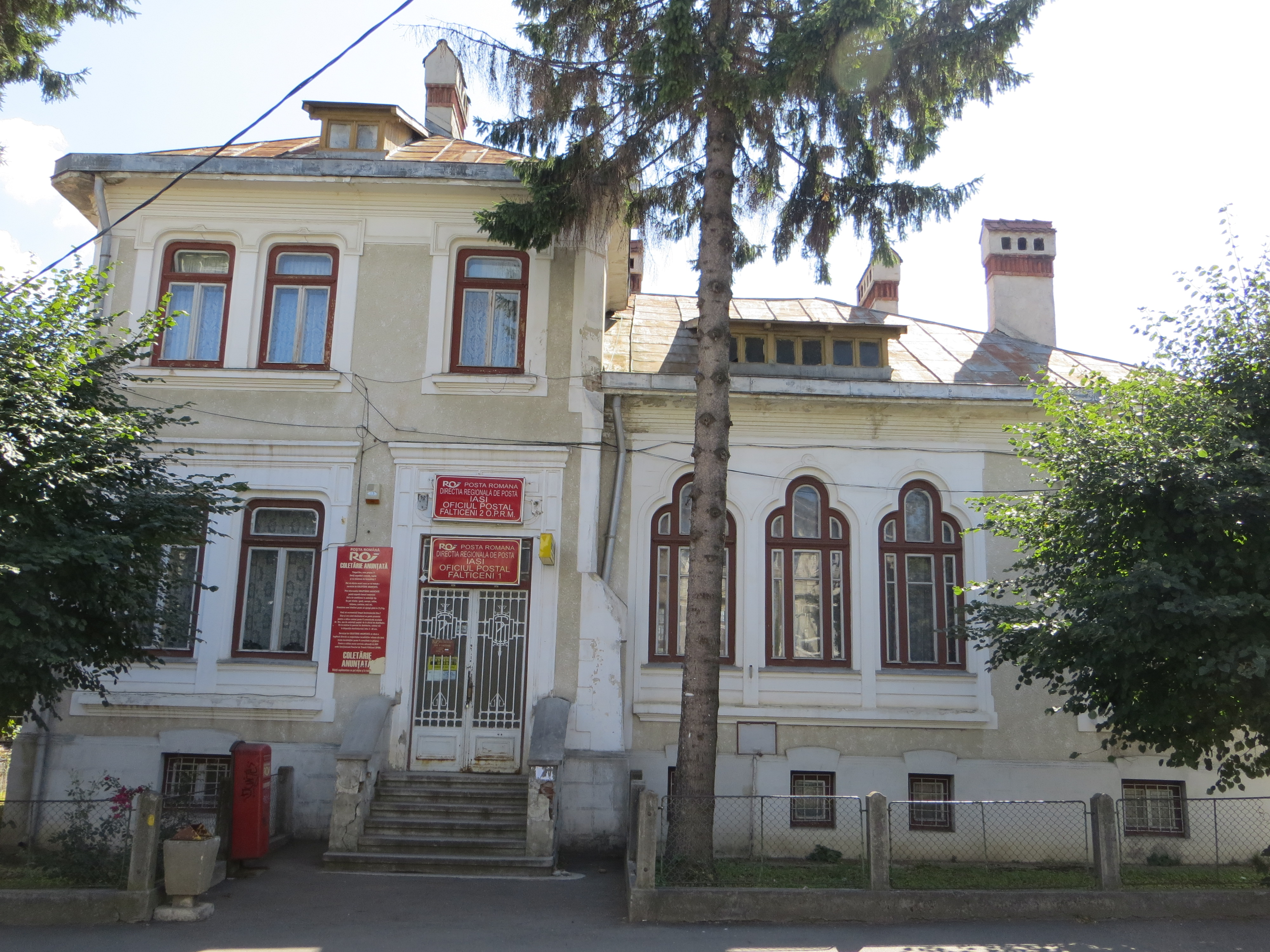
Clădirea Poștei
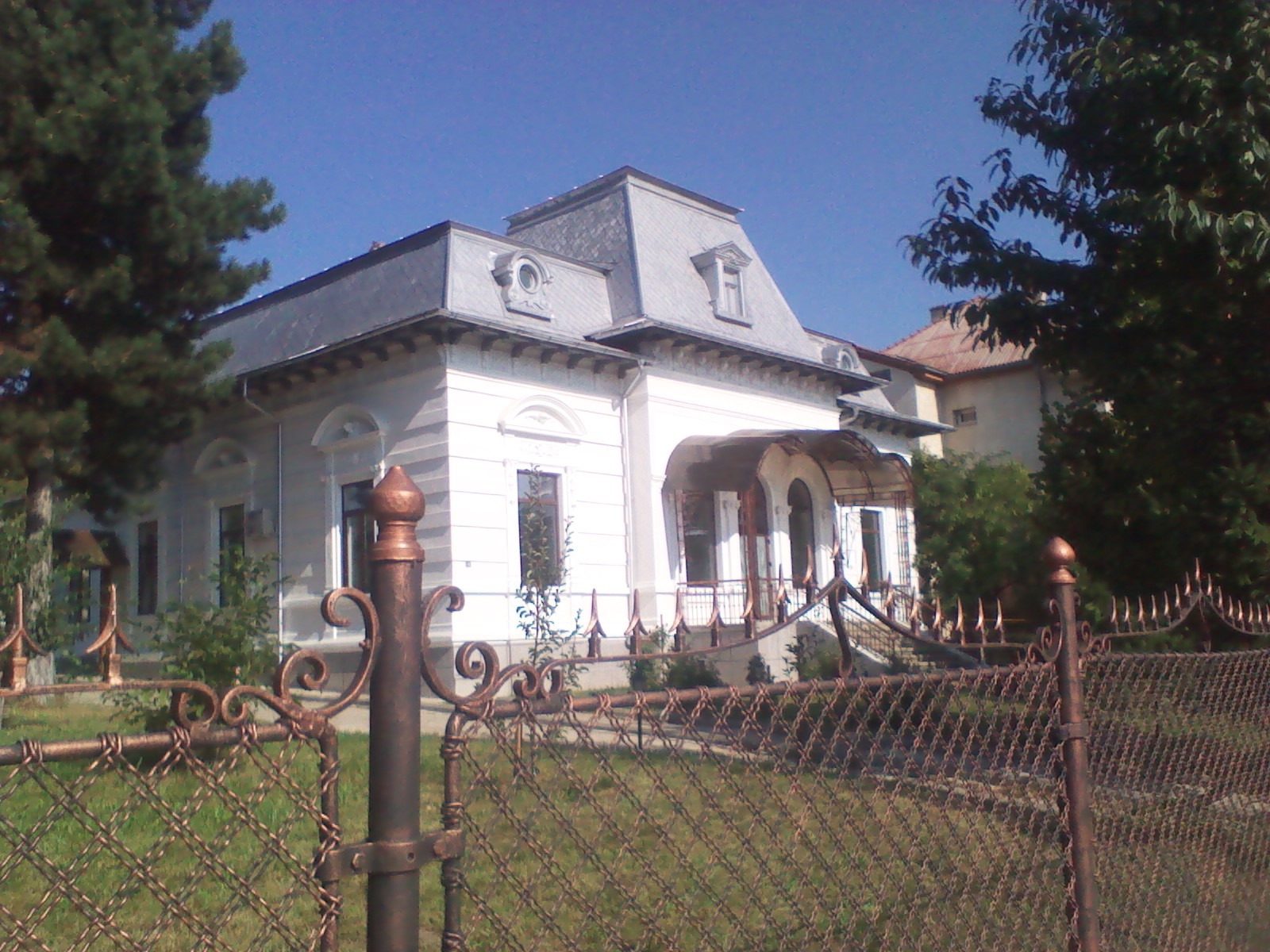
Casa „Serafim Ionescu” (sediul BNR)
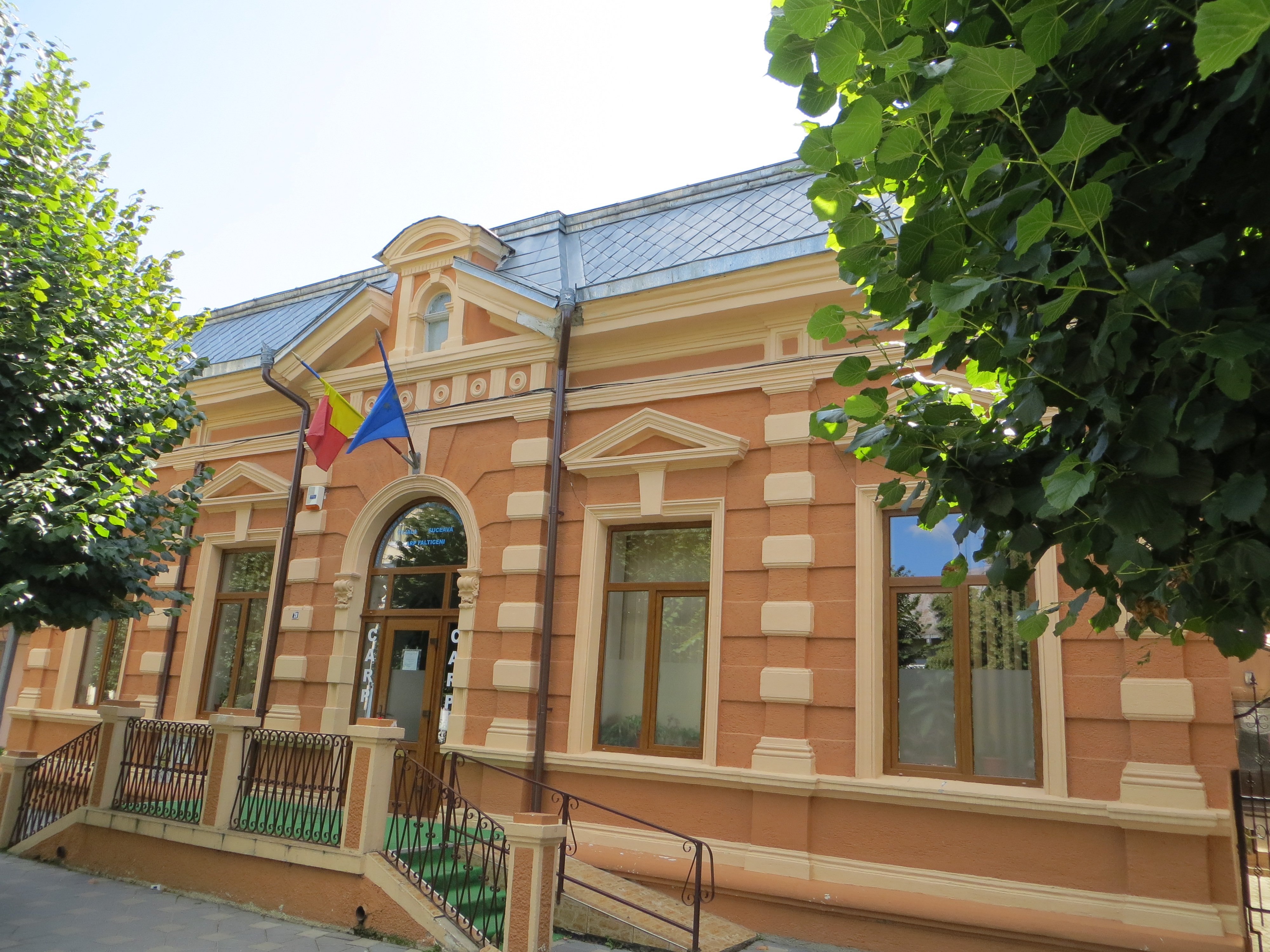
Casa „CARP”
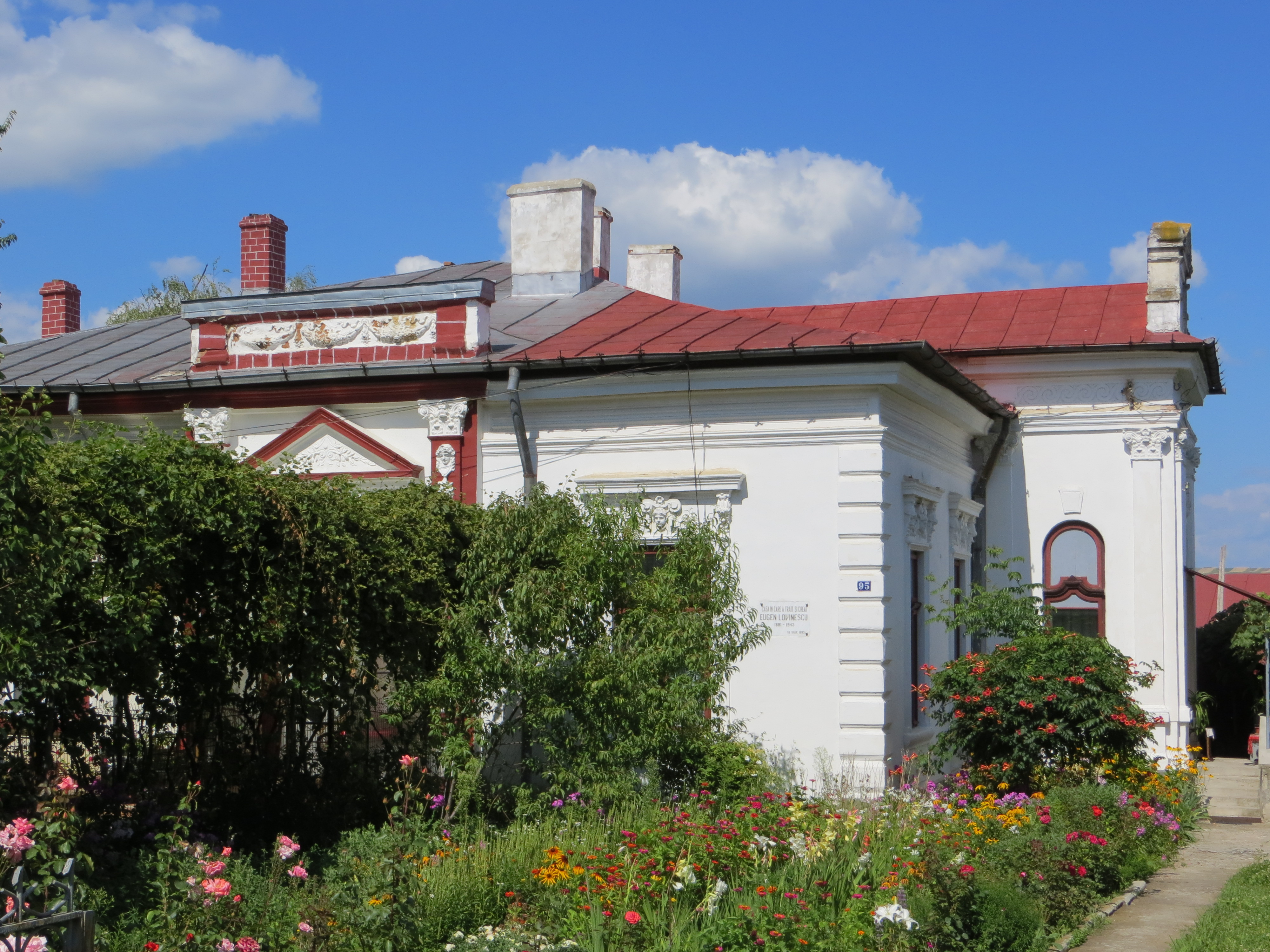
Casa lui Eugen Lovinescu
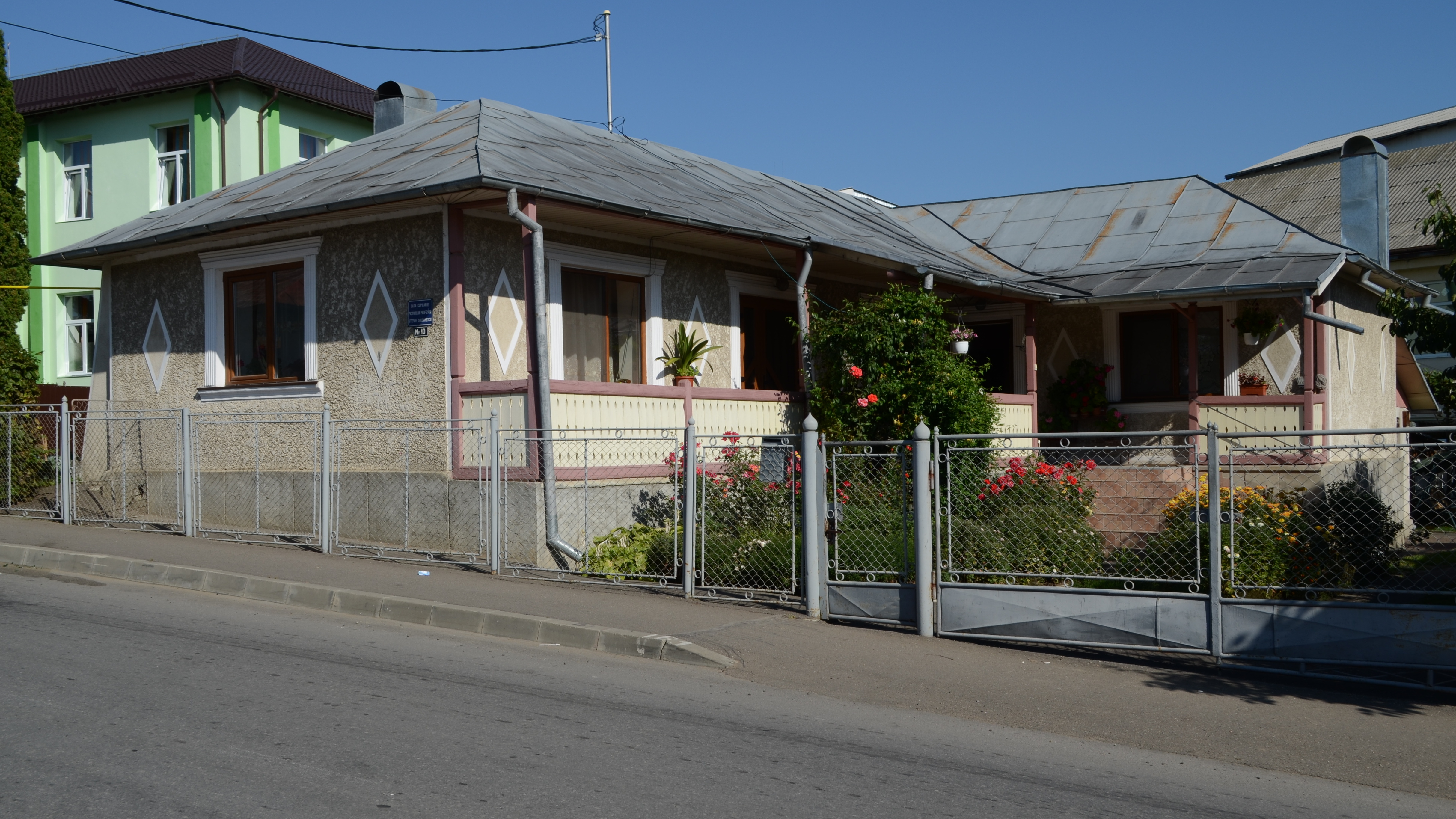
Casa pictorului Ștefan Șoldănescu
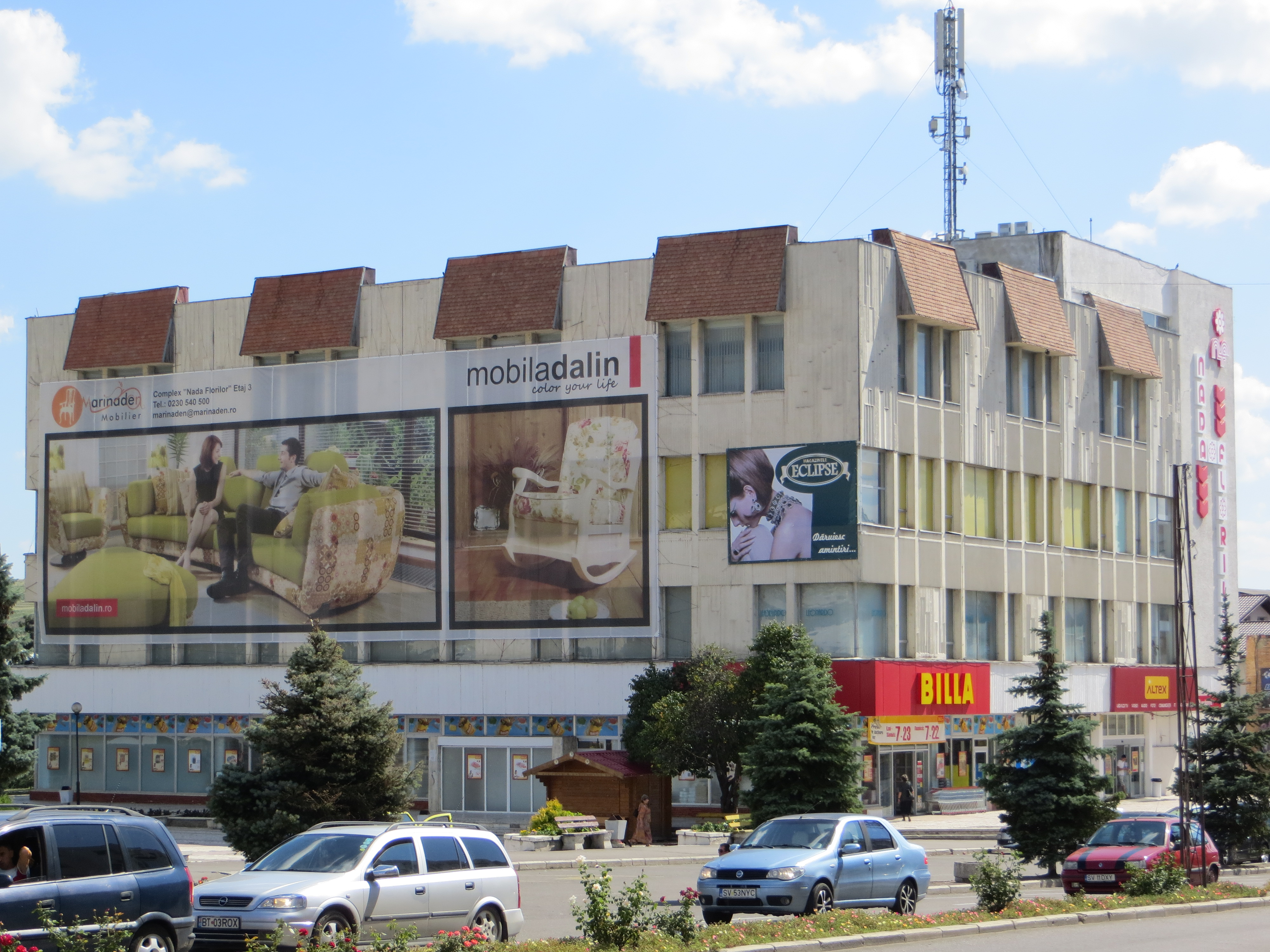
Complexul Comercial „Nada Florilor”
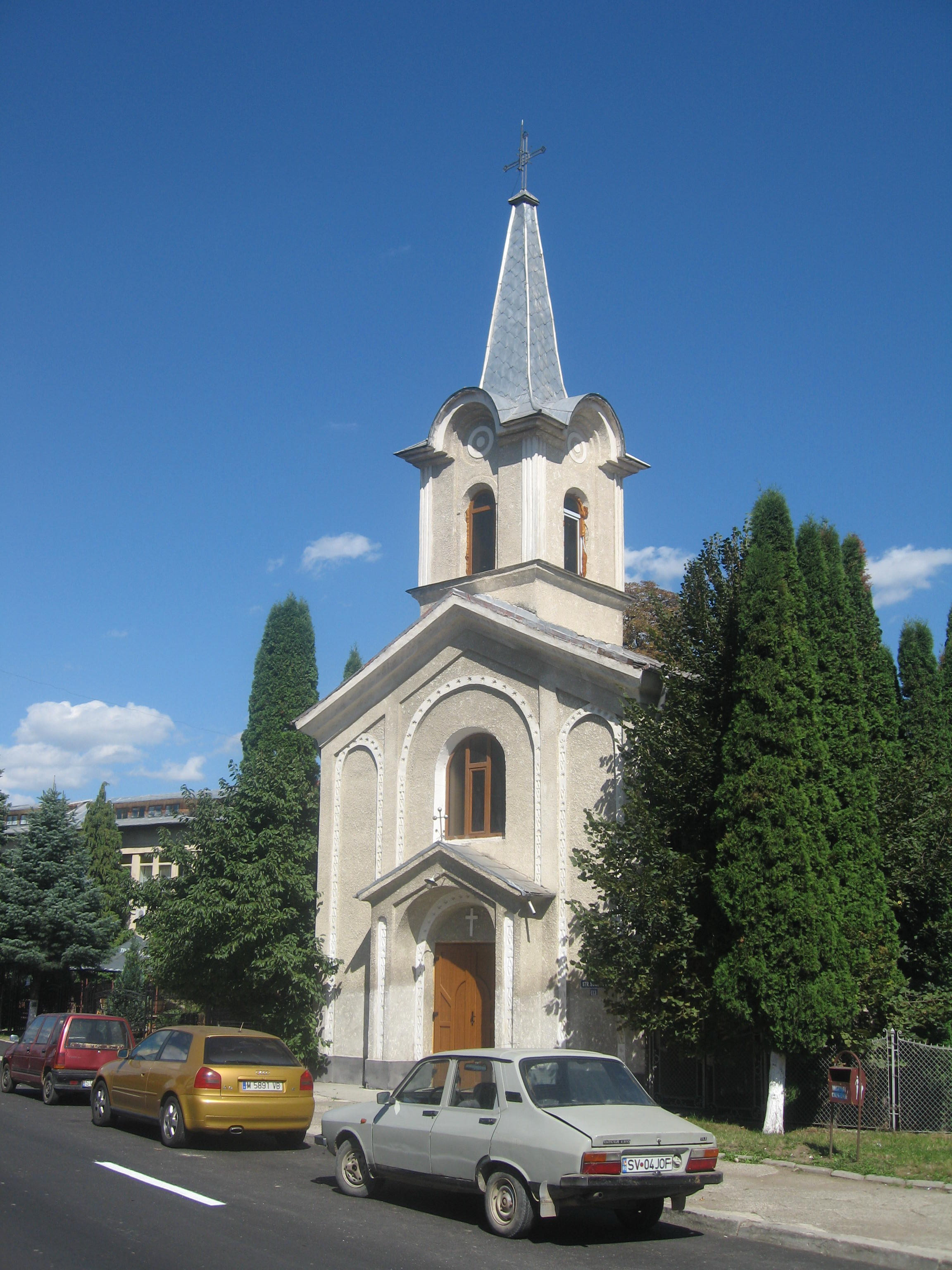
Biserica romano-catolică
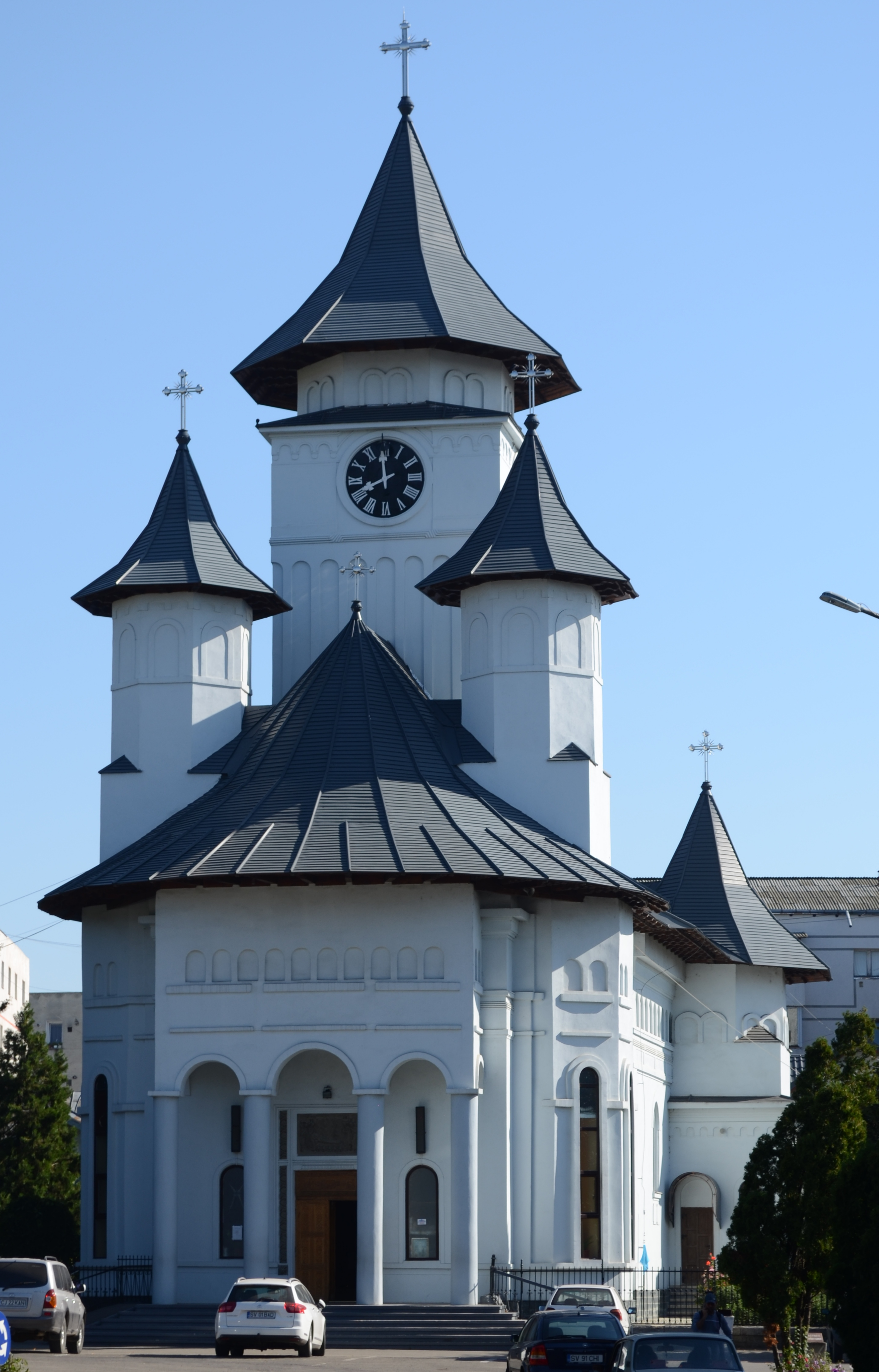
Biserica Adormirea Maicii Domnului
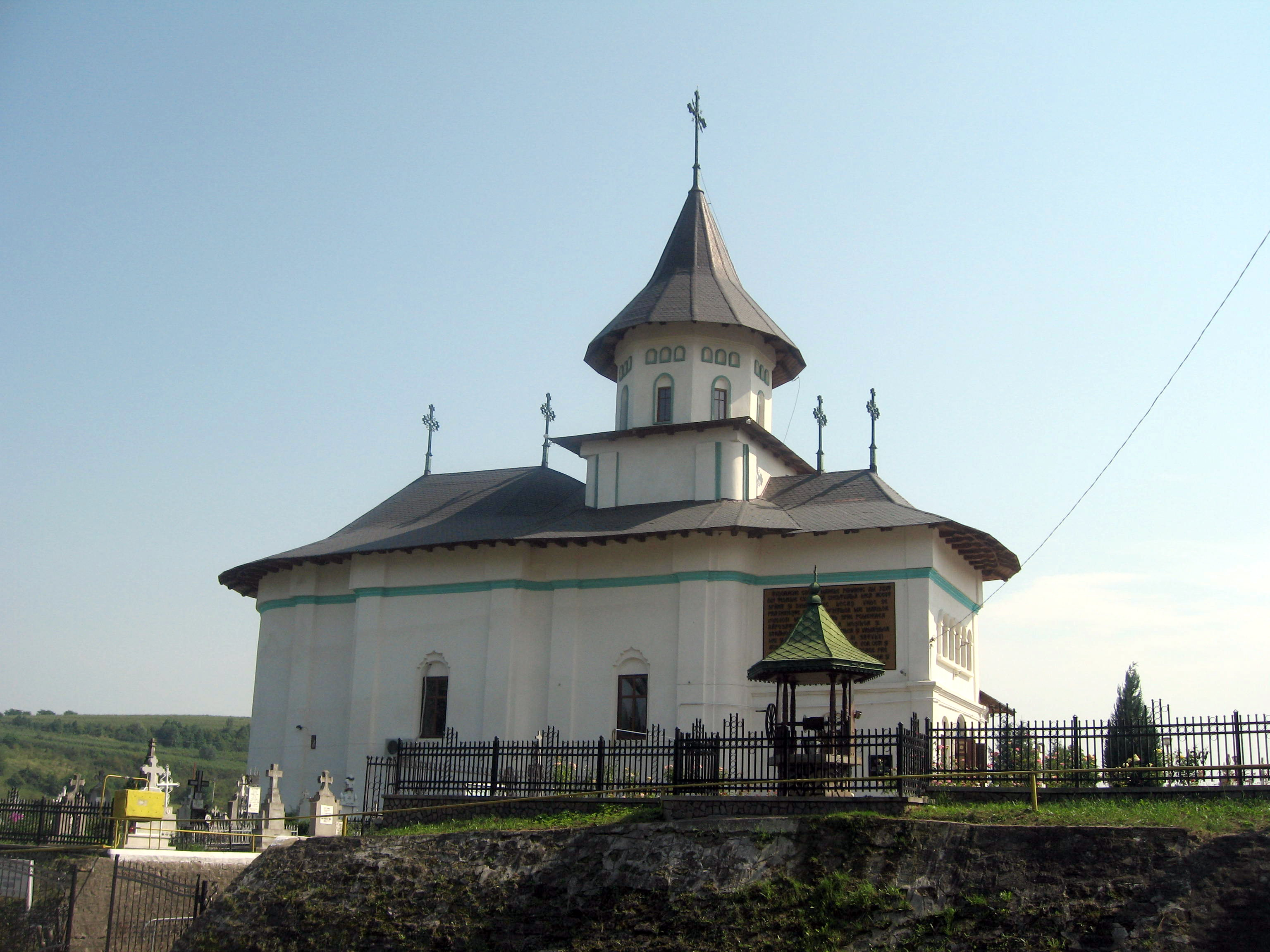
Biserica Sfinții Voievozi-Grădini
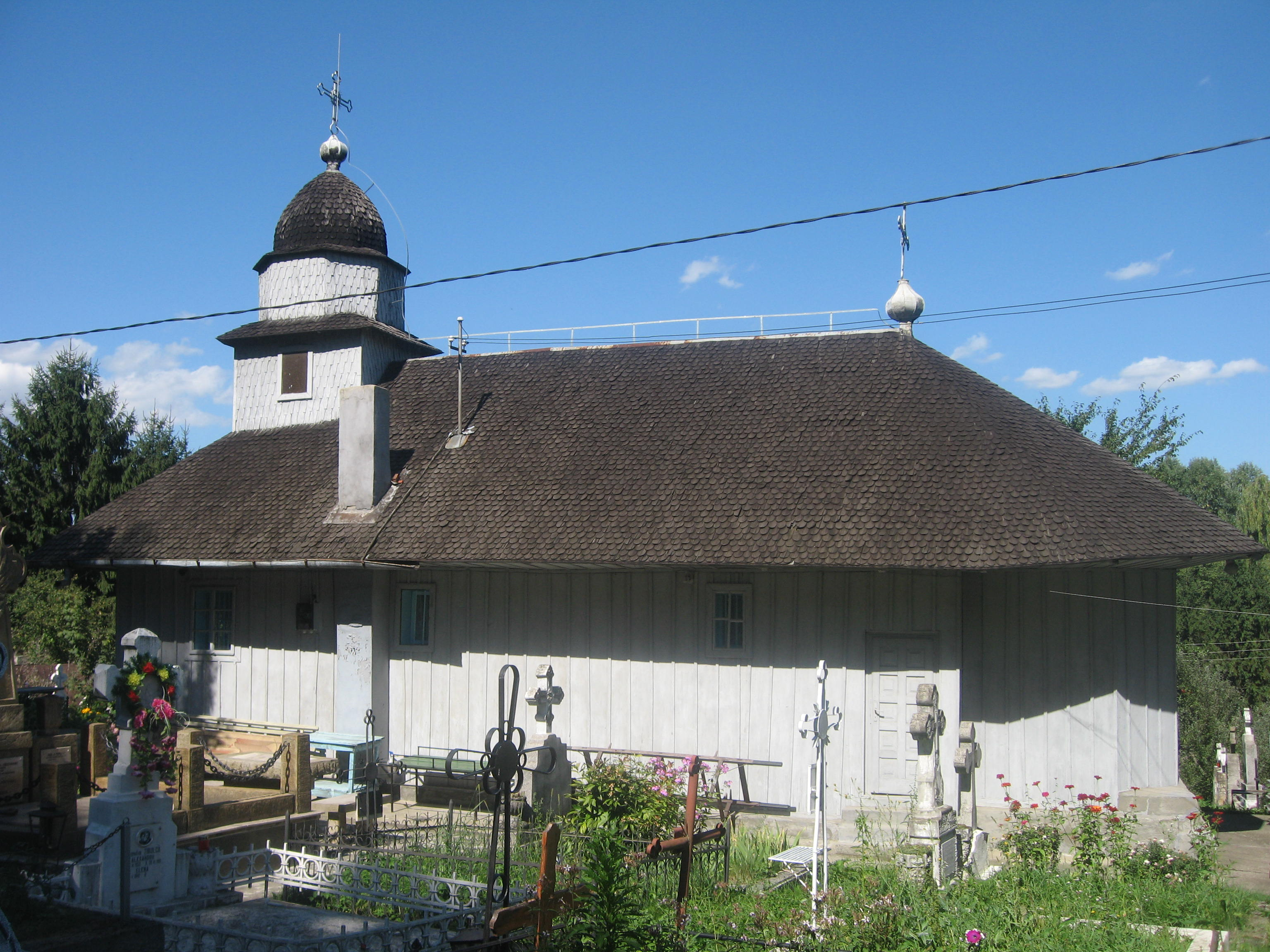
Biserica veche de lemn (Mănăstirea Buciumeni)
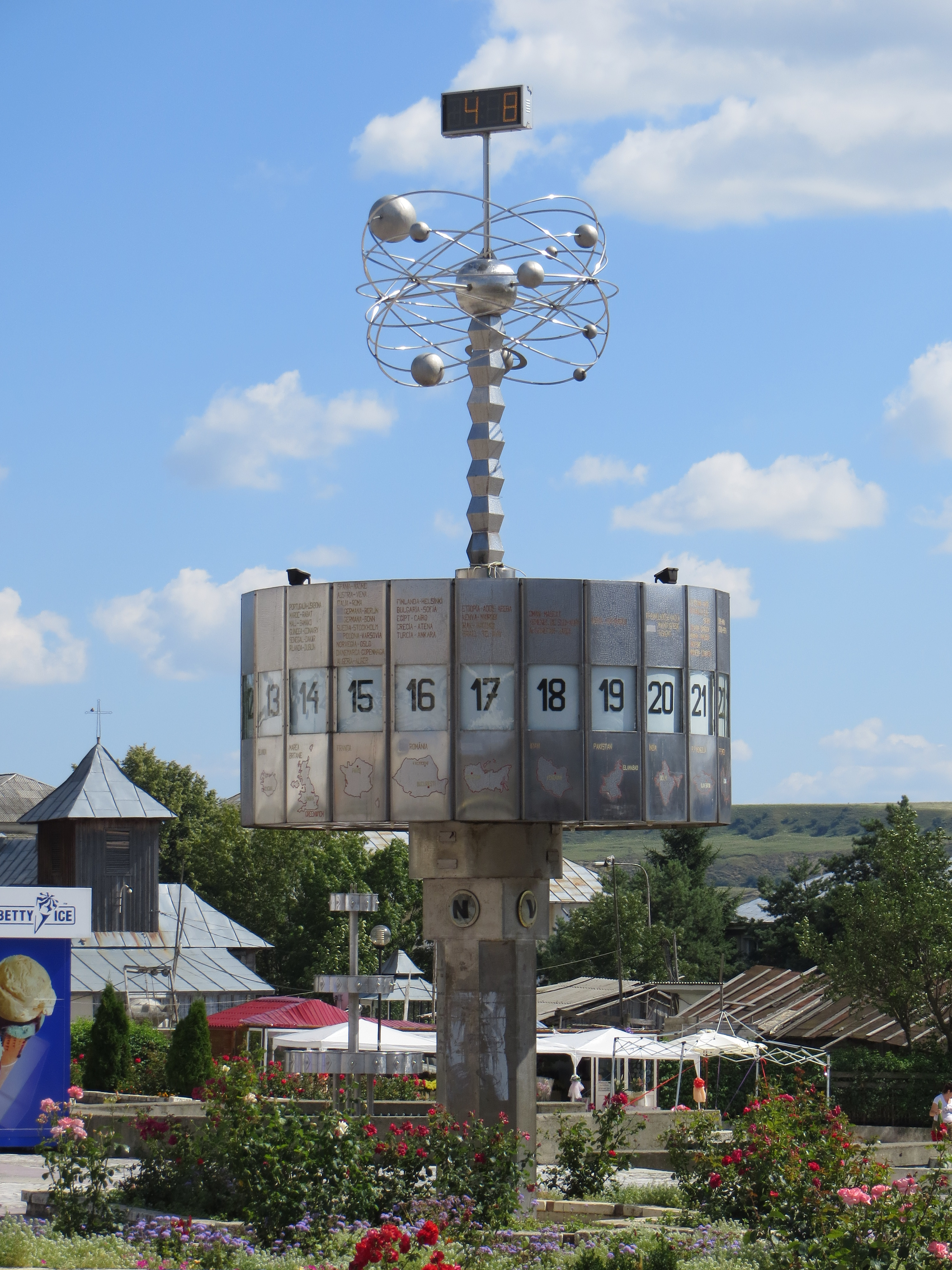
Monumentul „Ceasul”
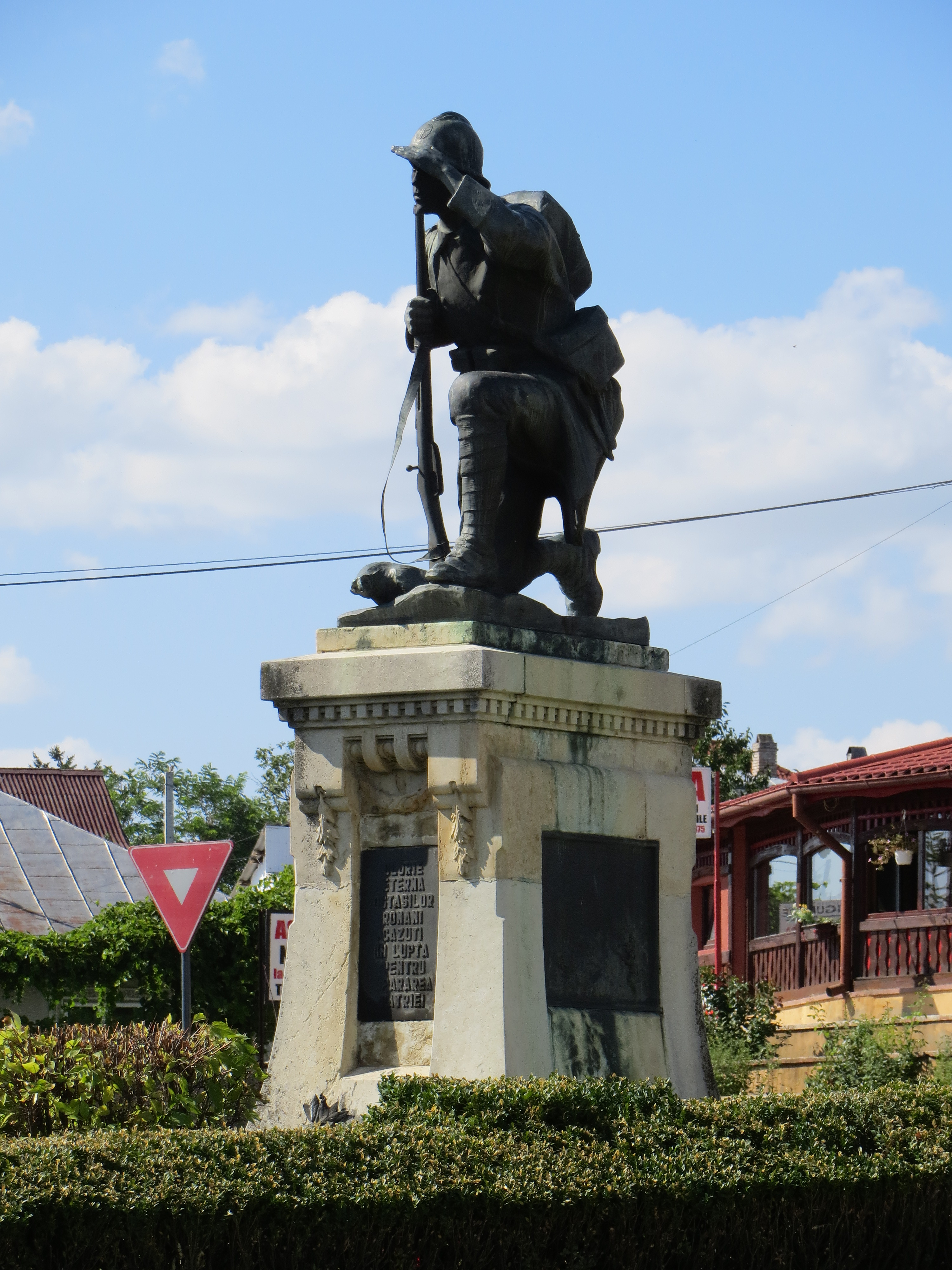
Statuia Grănicerului
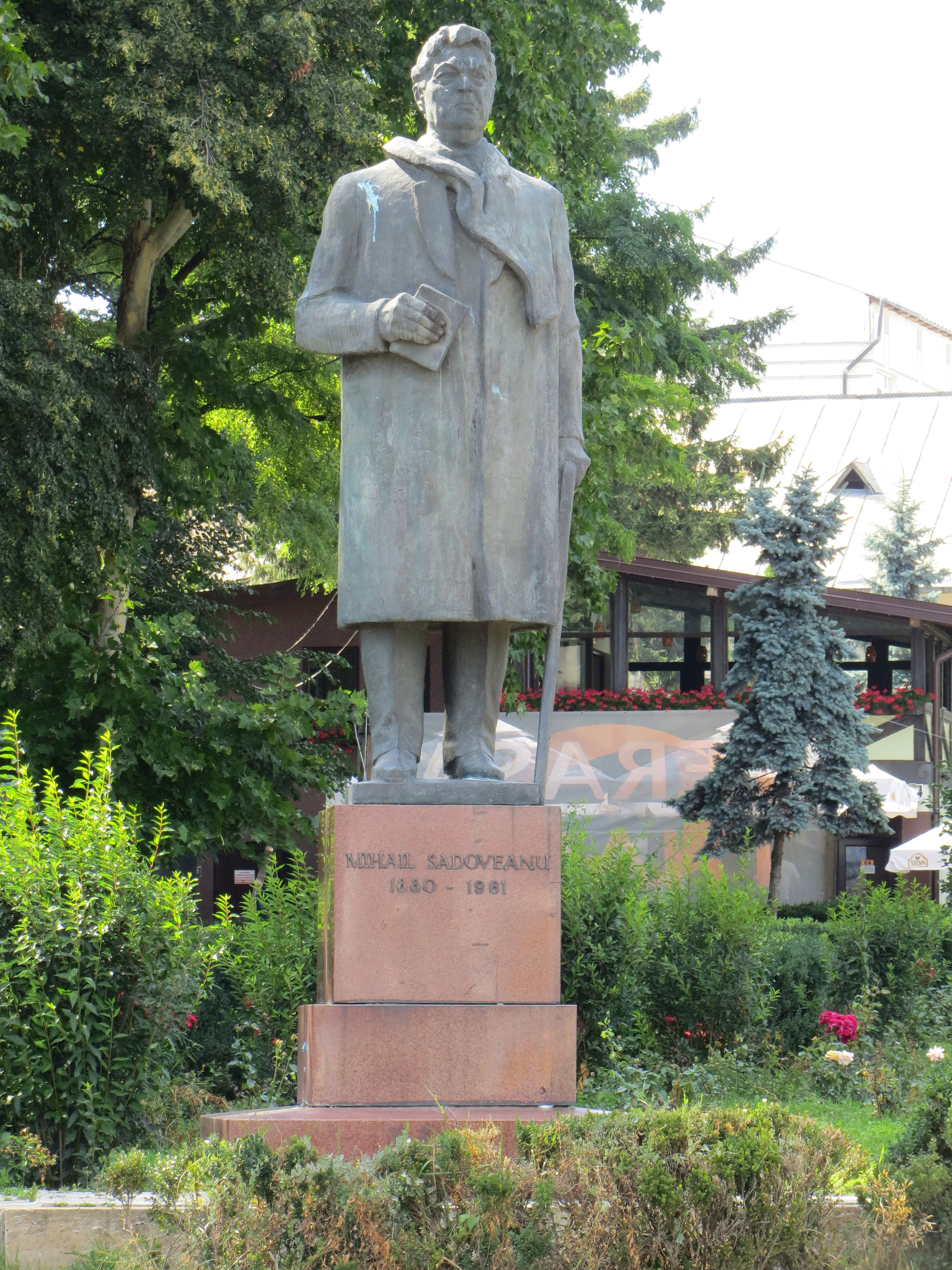
Statuia lui Mihail Sadoveanu
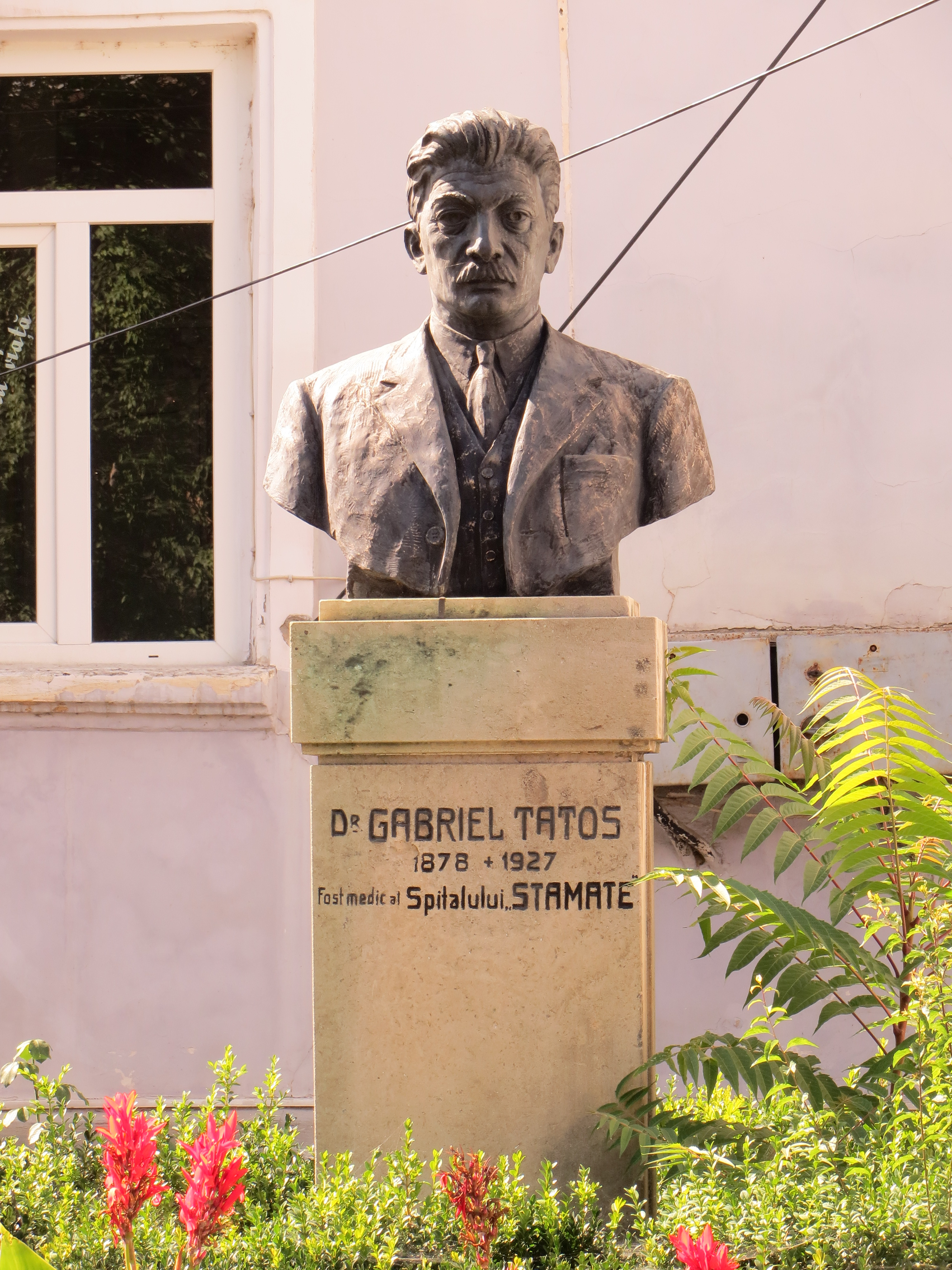
Bustul doctorului Gabriel Tatos
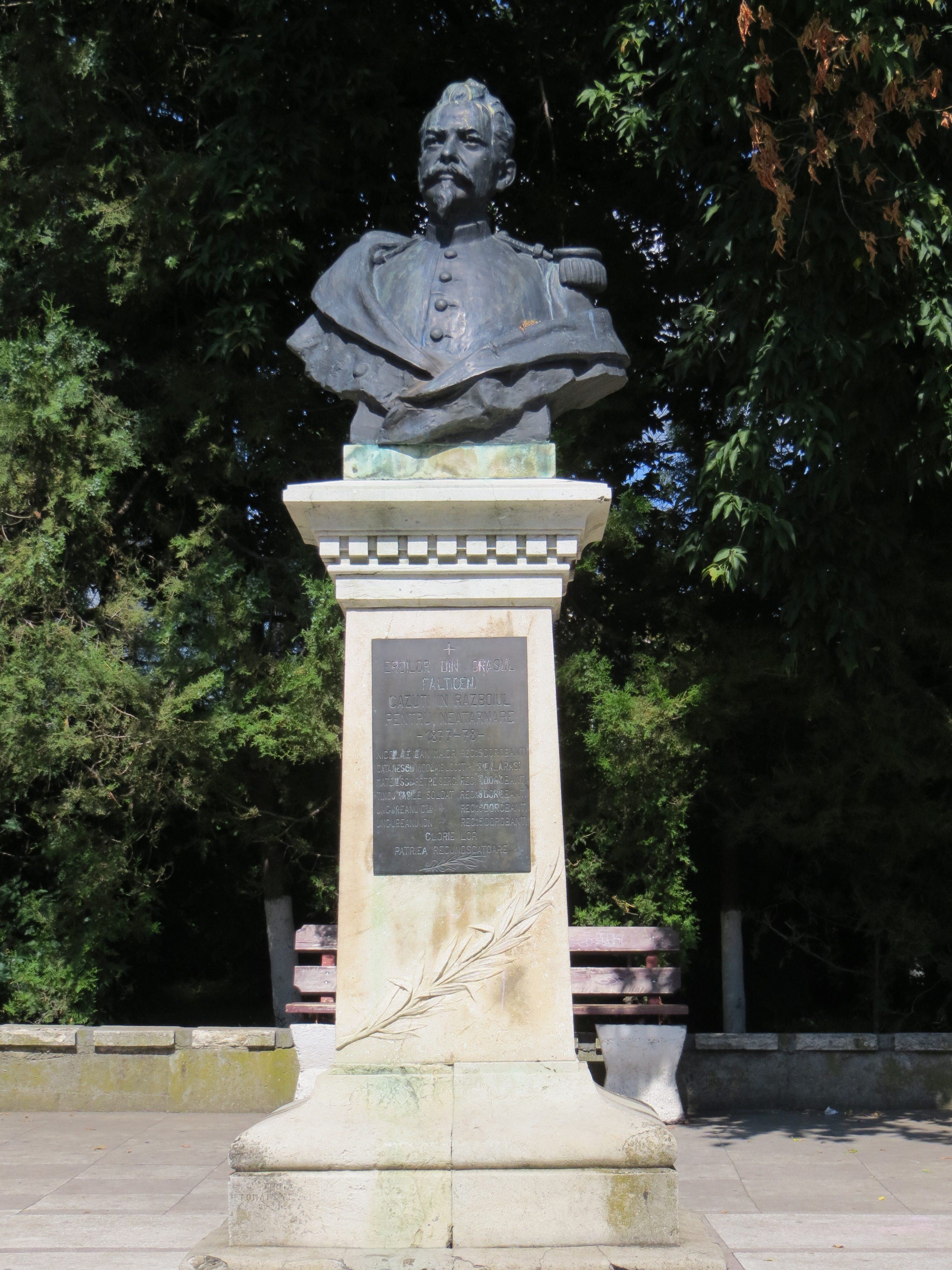
Bustul maiorului Ioan Neculai
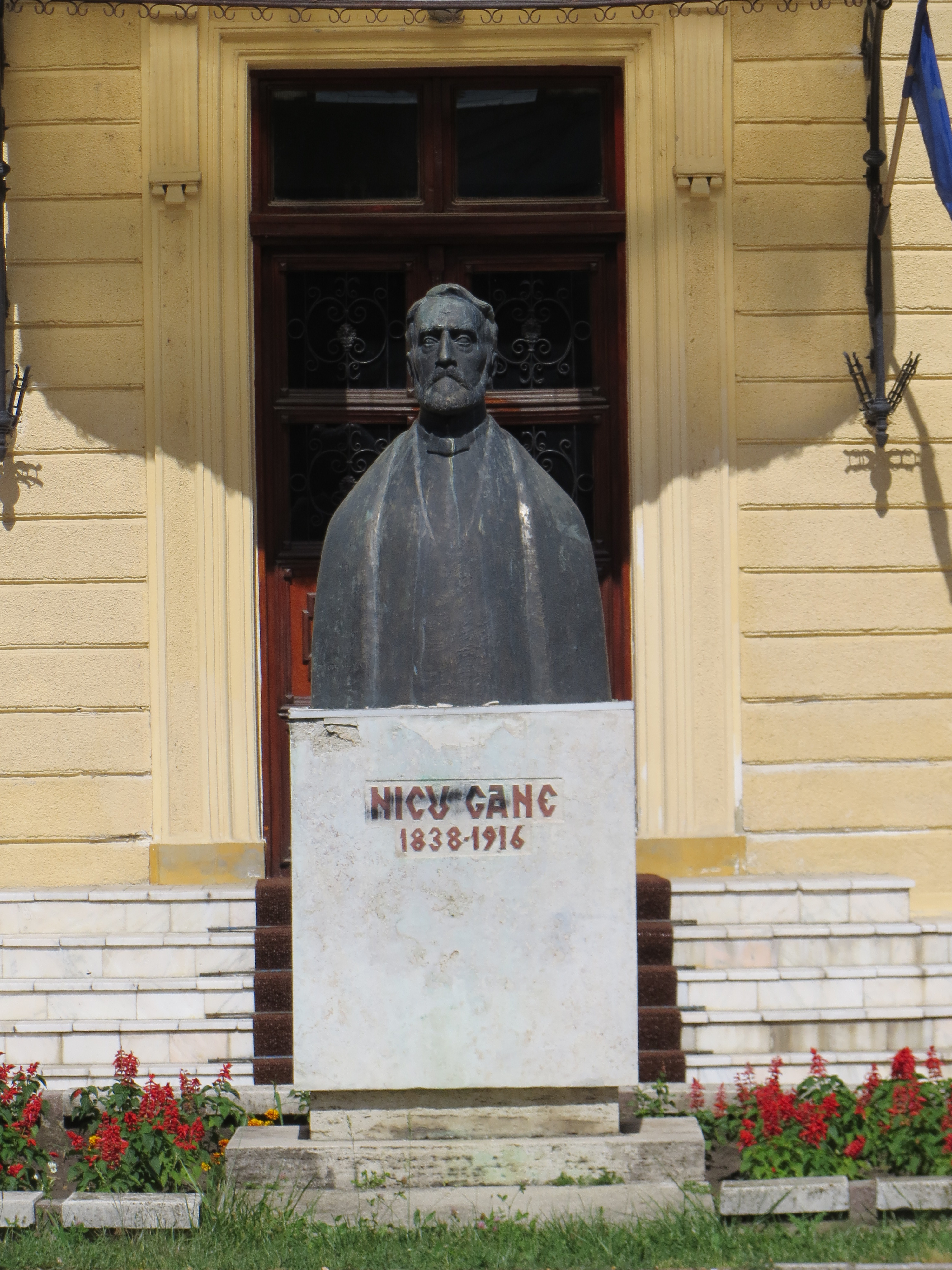
Bustul lui Nicu Gane
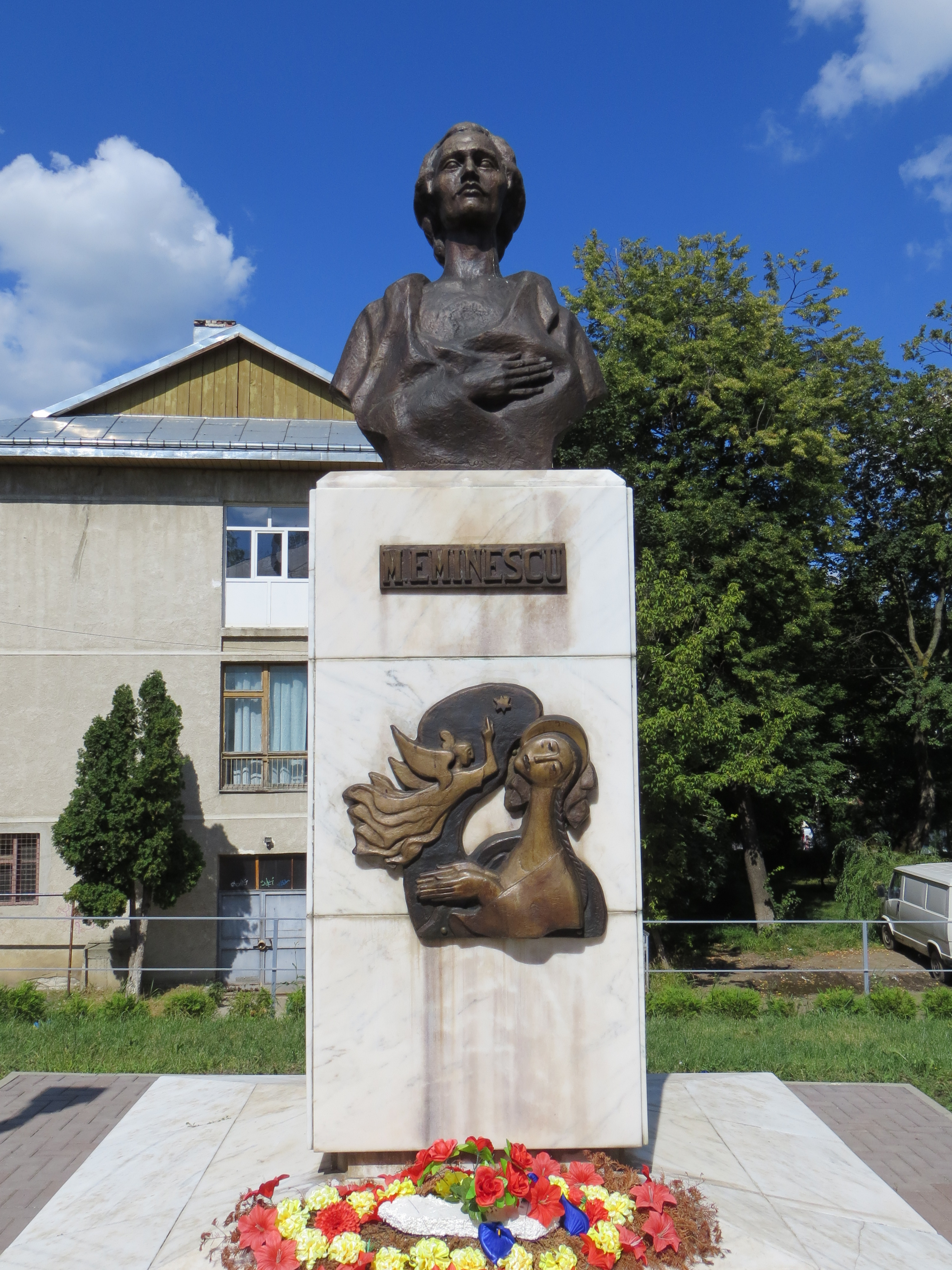
Bustul lui Mihai Eminescu